# Estilo château

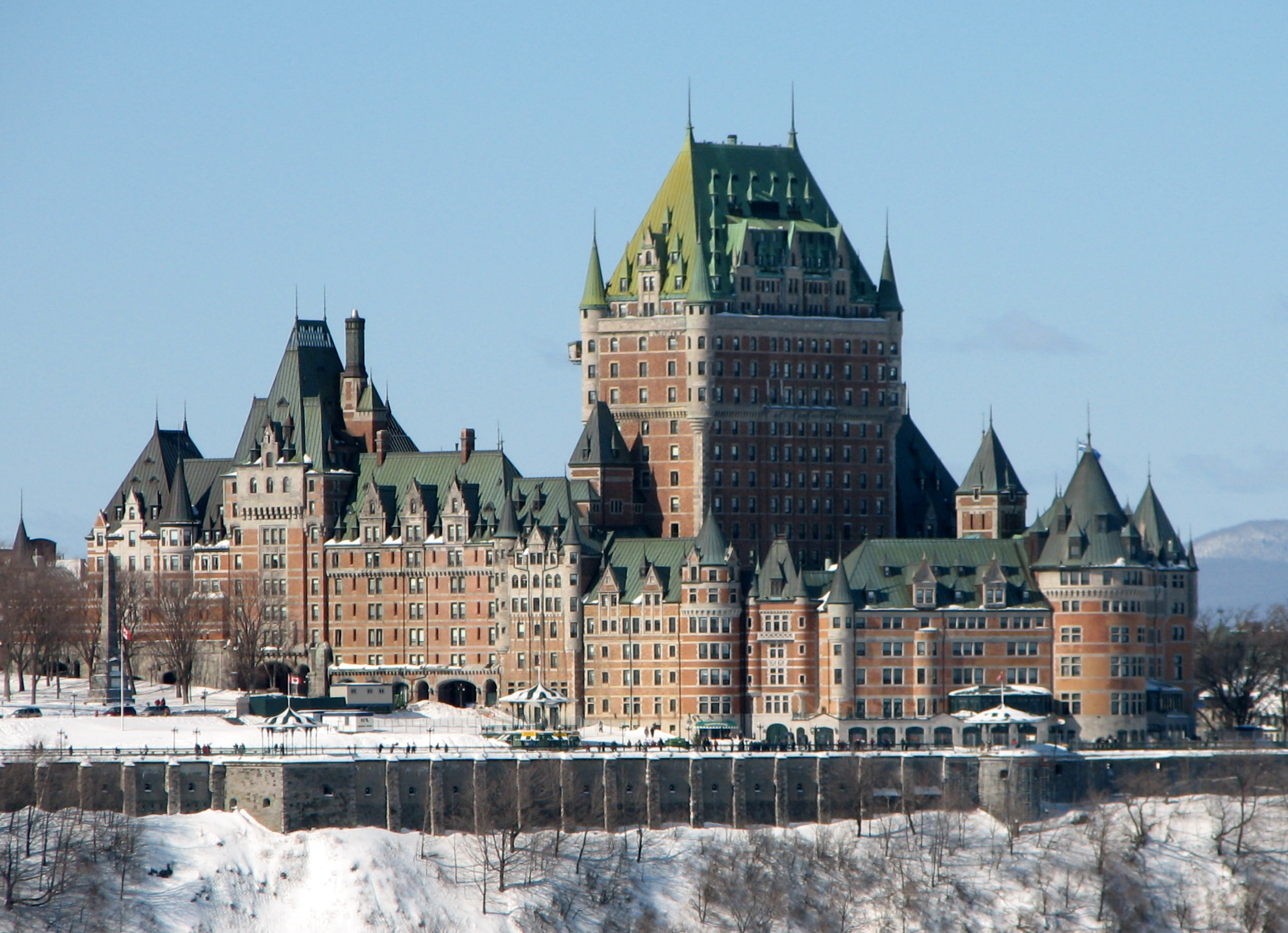
Château Frontenac, Ciudad de Quebec, Canadá (1893)

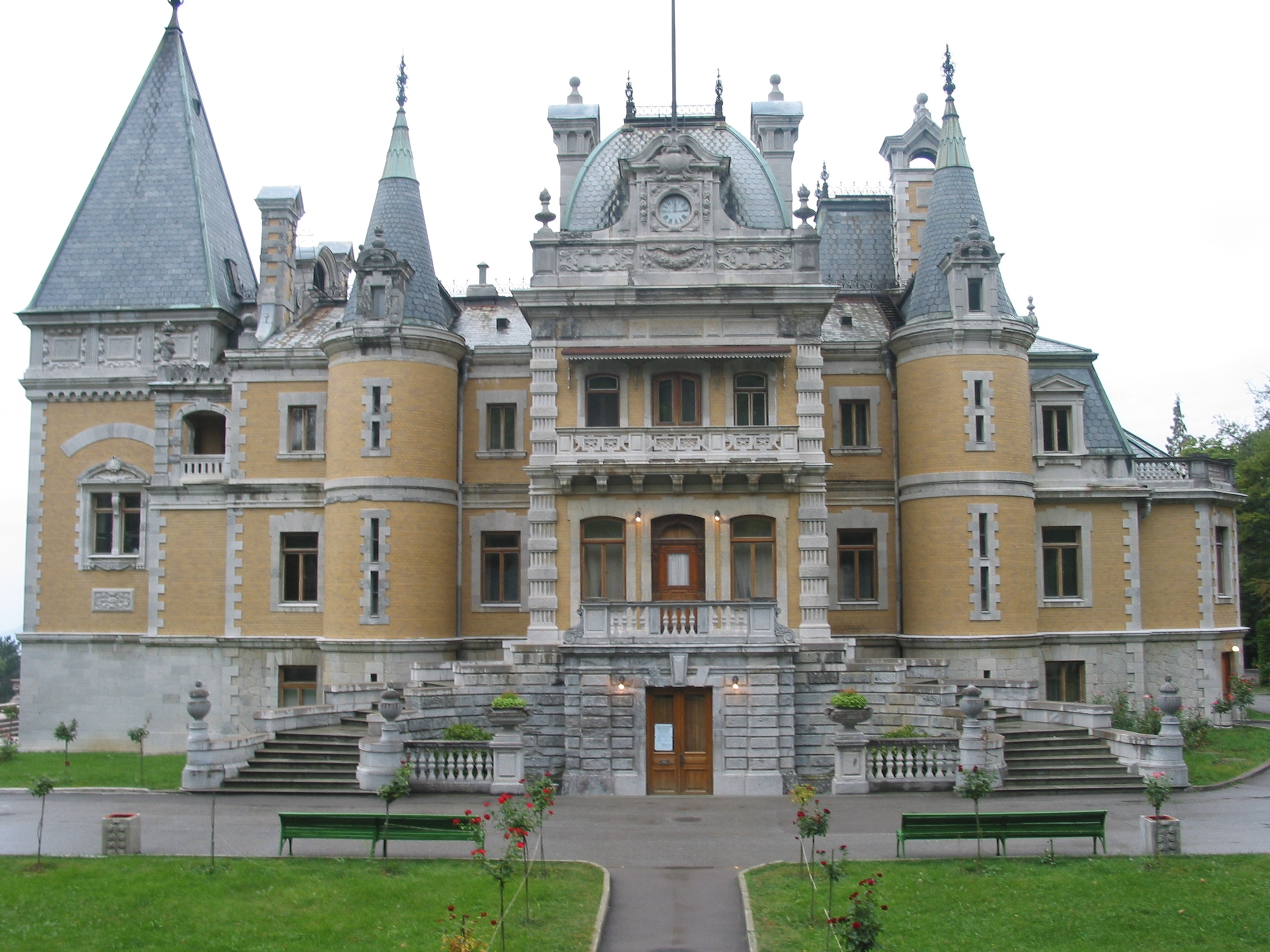
Massandra en Crimea, un château del zar Alejandro III, terminado en 1900

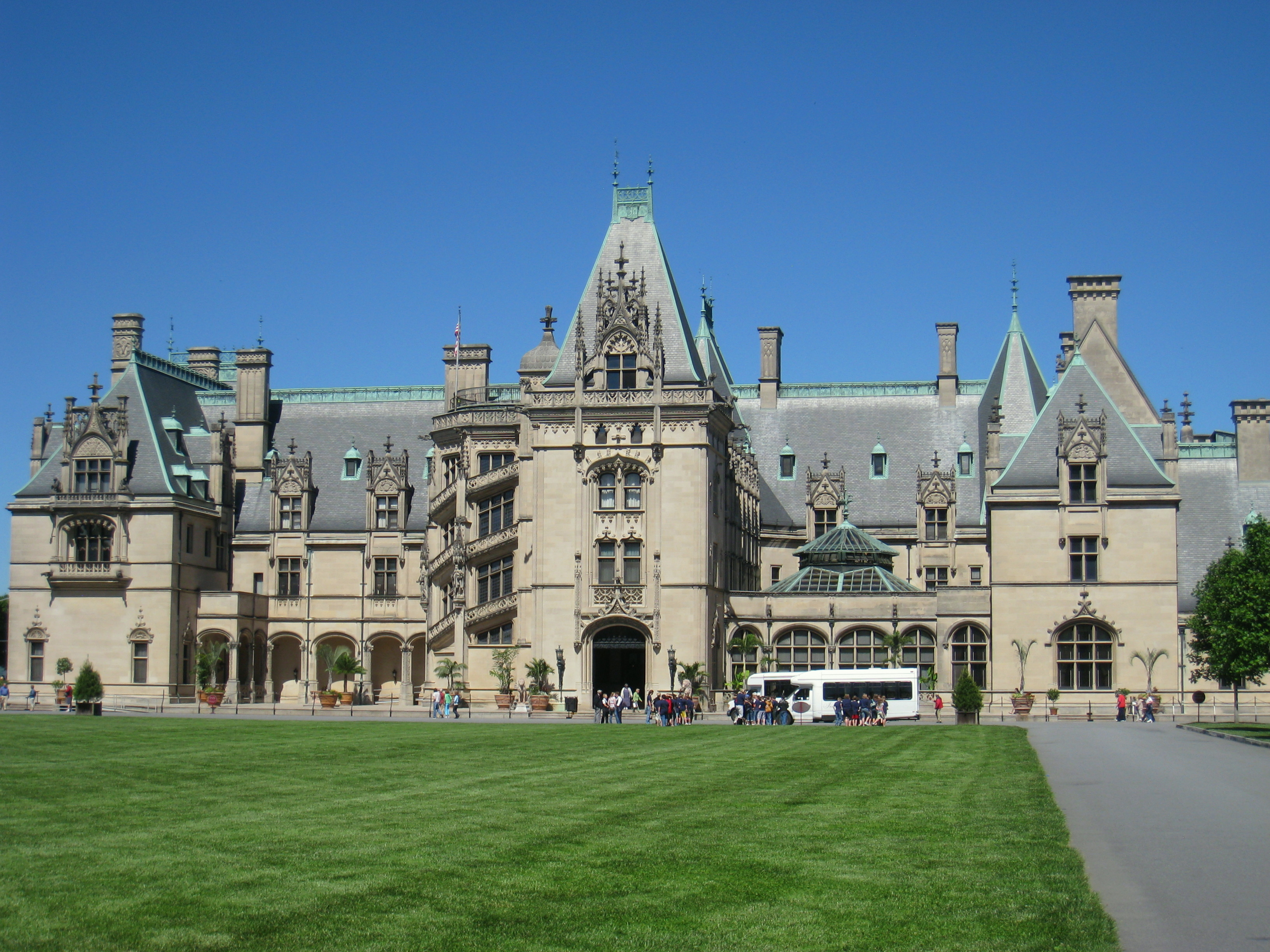
Biltmore Estate, Asheville, North Carolina, USA

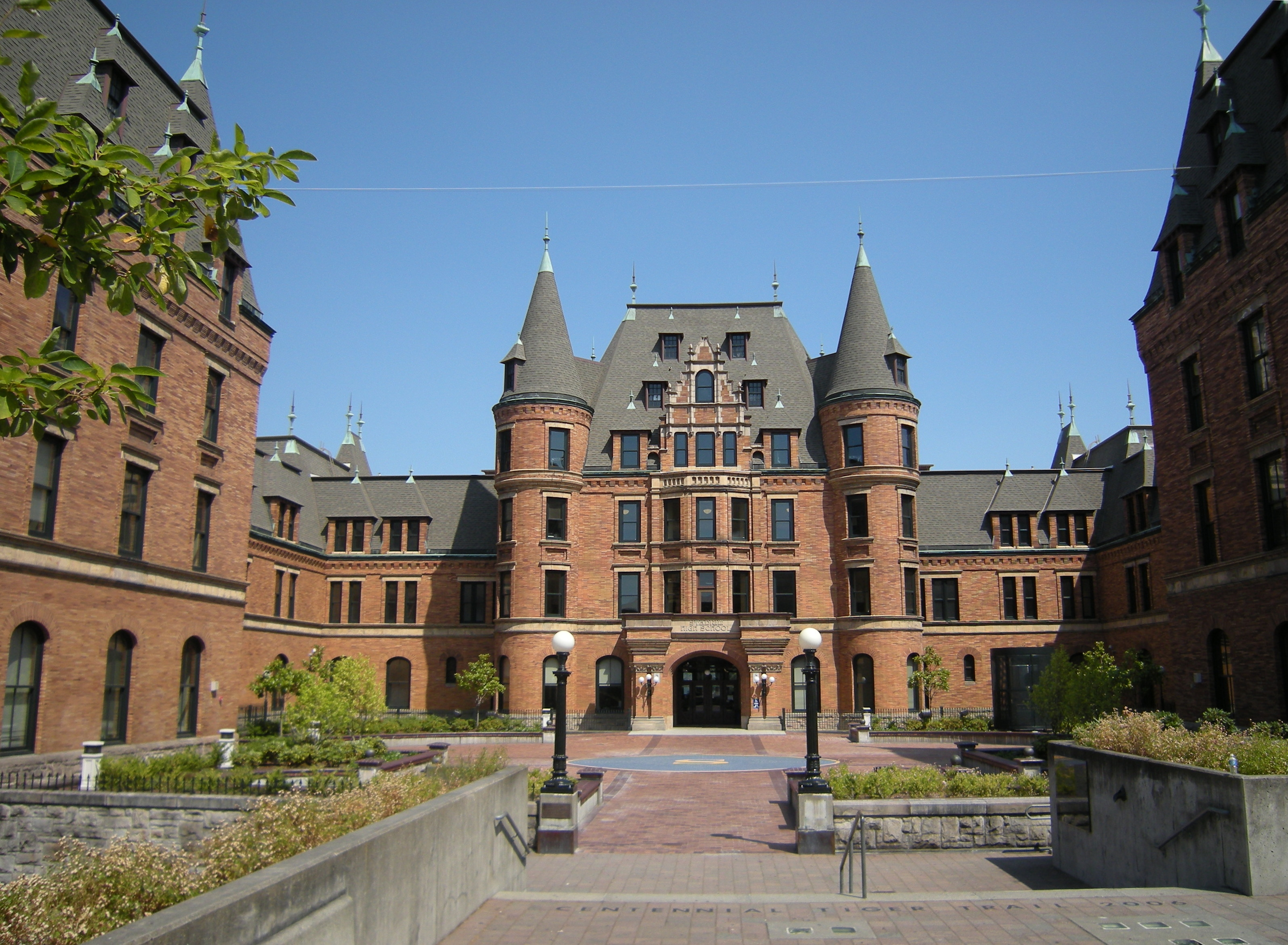
Stadium High School, auna escuela de secundaria de Tacoma, USA (1891-1906)

El estilo château (en inglés: Châteauesque, y en Canadá, Château Style, a veces conocido como «estilo Francisco I») es un estilo arquitectónico historicista basado en la arquitectura renacentista francesa de las casas de campo monumentales francesas (châteaux, castillos), construidas en el valle del Loira desde finales del siglo xv hasta principios del siglo xvii.
El uso del término en inglés châteauesque (literalmente, 'castillesco, 'como un castillo') fue atribuido por el historiador Marcus Whiffen al también historiador de la arquitectura americana Bainbridge Bunting, a pesar de que el vocablo se puede rastrear en publicaciones anteriores al nacimiento de Bunting. Desde 2011, el Art & Architecture Thesaurus del Getty Research Institute incluye tanto «Château Style» como «Châteauesque», siendo el primero el término preferido en América del Norte.
El estilo con frecuencia cuenta con edificios incongruentemente adornados por elaboradas torres, agujas y cubiertas muy empinadas de châteaux del siglo xvi, a su vez influenciados por la arquitectura gótica tardía y la arquitectura renacentista italiana. A pesar de su ornamentación típicamente francesa, como un estilo revival, los edificios de estilo château no intentan emular completamente un château francés. Los edificios châteauesque están habitualmente construidos con disposiciones en planta asimétricas, con líneas de cubierta rotas en varios lugares y con fachadas compuestas con planos en avance y retroceso.

## Historia
El estilo fue popularizado en Estados Unidos por el arquitecto Richard Morris Hunt (1827-1895). Hunt, el primer arquitecto estadounidense que estudió en la Escuela de Bellas Artes de París, diseñó con este estilo algunas residencias, incluidas las de la familia Vanderbilt, durante los años 1870, 1880 y 1890. Estilo relativamente raro en Estados Unidos, su presencia se concentra en el Noreste, aunque se pueden encontrar ejemplos aislados por casi toda la geografía del país. Se emplea sobre todo para las residencias de los extremadamente ricos, aunque se utilizó ocasionalmente para algunos edificios públicos.
El primer edificio de este estilo en Canadá fue, en 1887, el Manège militaire de Québec (en inglés: Quebec City Armoury). Muchos de los grandes hoteles de ferrocarril de Canadá fueron construidos en el estilo château para la cadena CP Hotels de la Canadian Pacific Railway, que ahora forma parte de la marca de lujo Fairmont Hotels and Resorts. Hay otros edificios construidos en este estilo, principalmente públicos o residenciales. El estilo puede asociarse con la arquitectura de Canadá debido a que estos grandes hoteles son hitos importantes en las principales ciudades de todo el país y en algunos parques nacionales.
En Hungría, Arthur Meinig construyó numerosas casas de campo en el estilo del Valle del Loira, siendo el más antiguo el castillo de Andrássy Tiszadob (1885-1890), y el más grande el castillo Károlyi en Nagykároly (Carei, 1893-1895).
El estilo comenzó a desaparecer tras el cambio del siglo xx y desapareció completamente en edificios de nueva construcción desde la década de 1930.

## Arquitectos que construyeron edificios en estilo château
- John Smith Archibald de Archibald and Schofield.
- Solon Spencer Beman.
- William Henry Crossland
- Hippolyte Destailleur y Walter-André Destailleur
- Bradford Gilbert, Ross and Macfarlane.
- Henry Heistand
- William Lightfoot Price
- Edward Maxwell
- Richard Morris Hunt.
- Bruce Price.
- Francis Rattenbury.
- Solon Spencer Beman
- Ross and Macfarlane, Ross and Macdonald
- Sproatt and Rolph.
- Eugène-Étienne Taché.

## Ejemplos de arquitectura de estilo château

Ejemplos en Europa
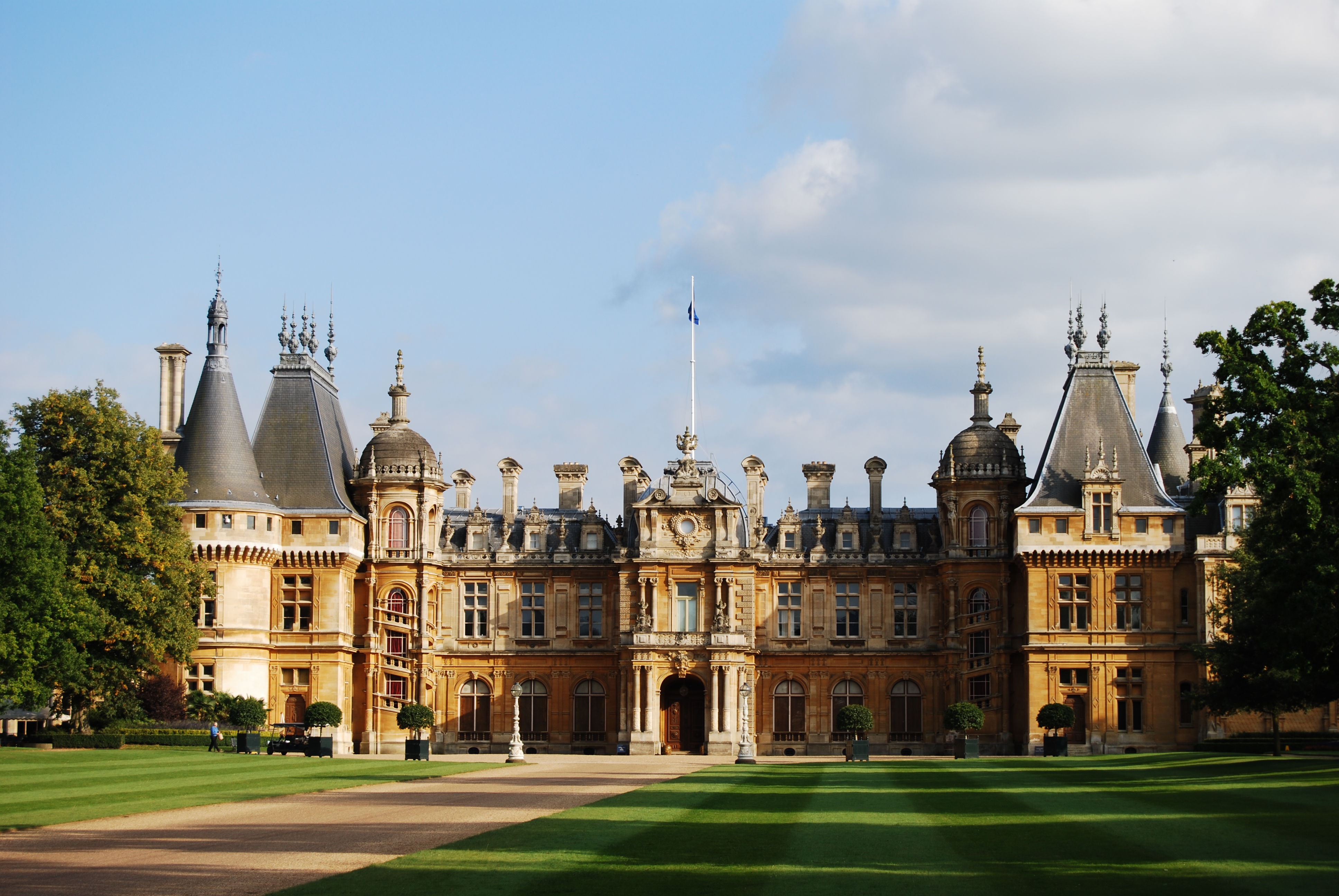
Waddesdon Manor, Buckinghamshire, Inglaterra (1874-1889)
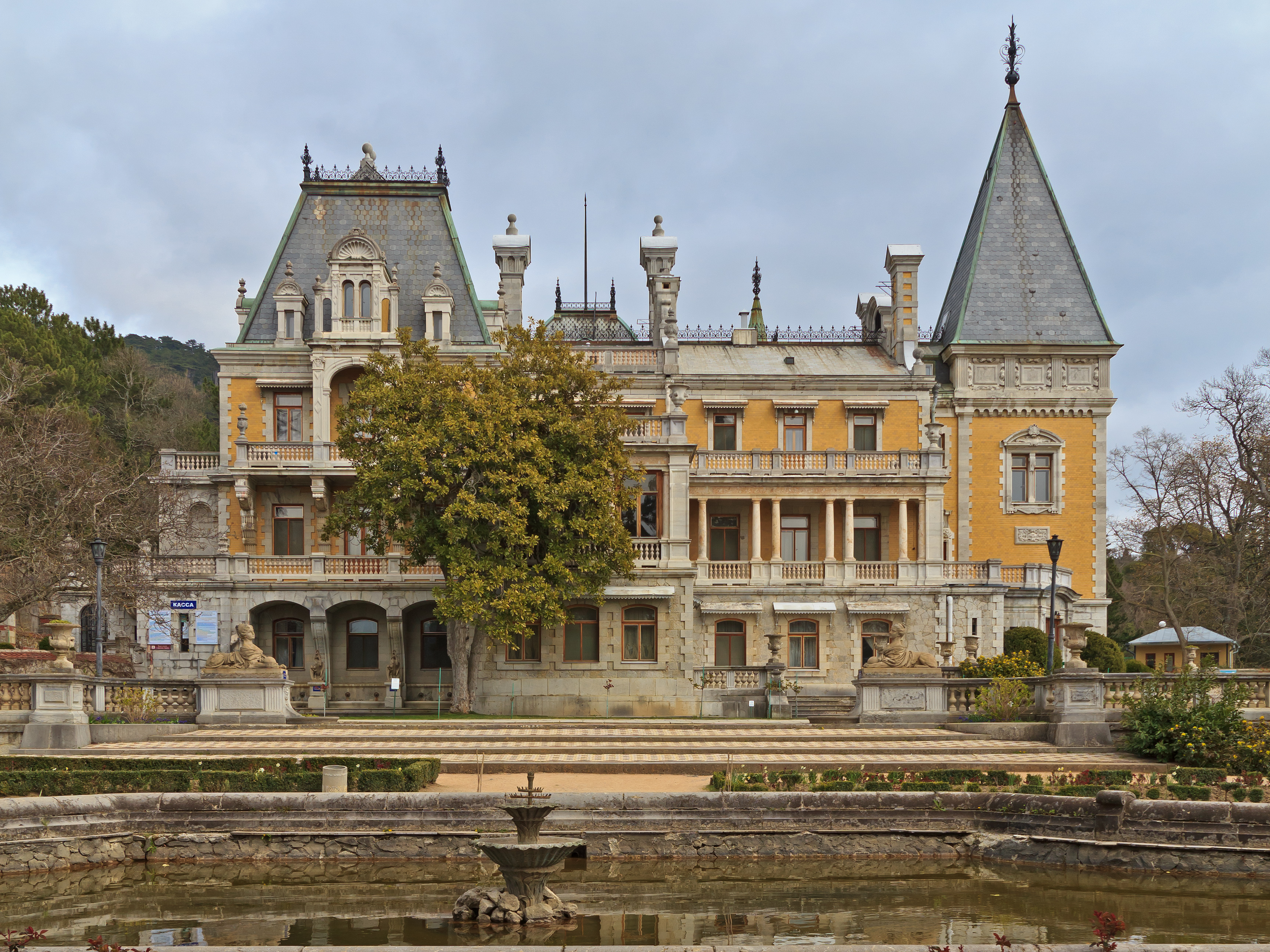
Massandra, Yalta (palacio, 1889)
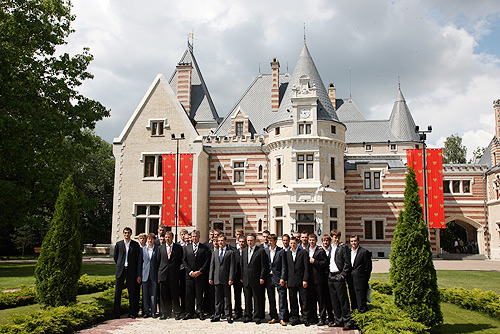
Castillo Meyendorff cerca de Moscú (1874-1885)
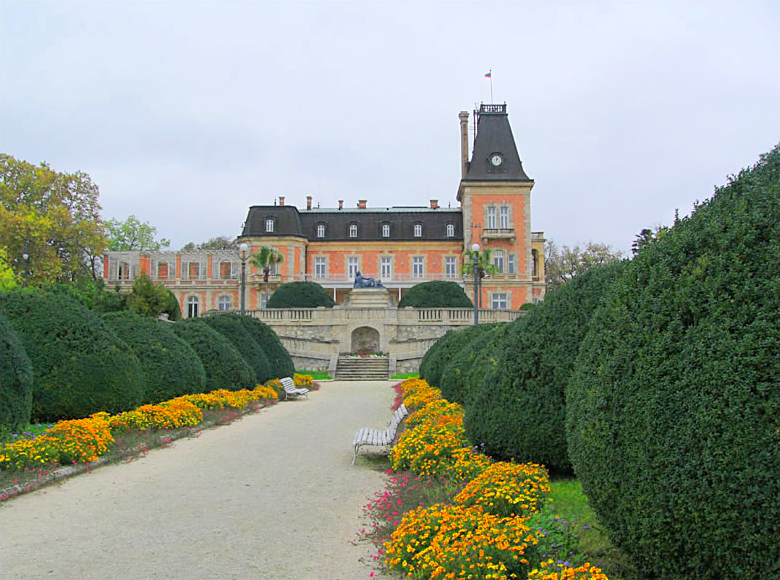
Euxinograd, Varna, Bulgaria
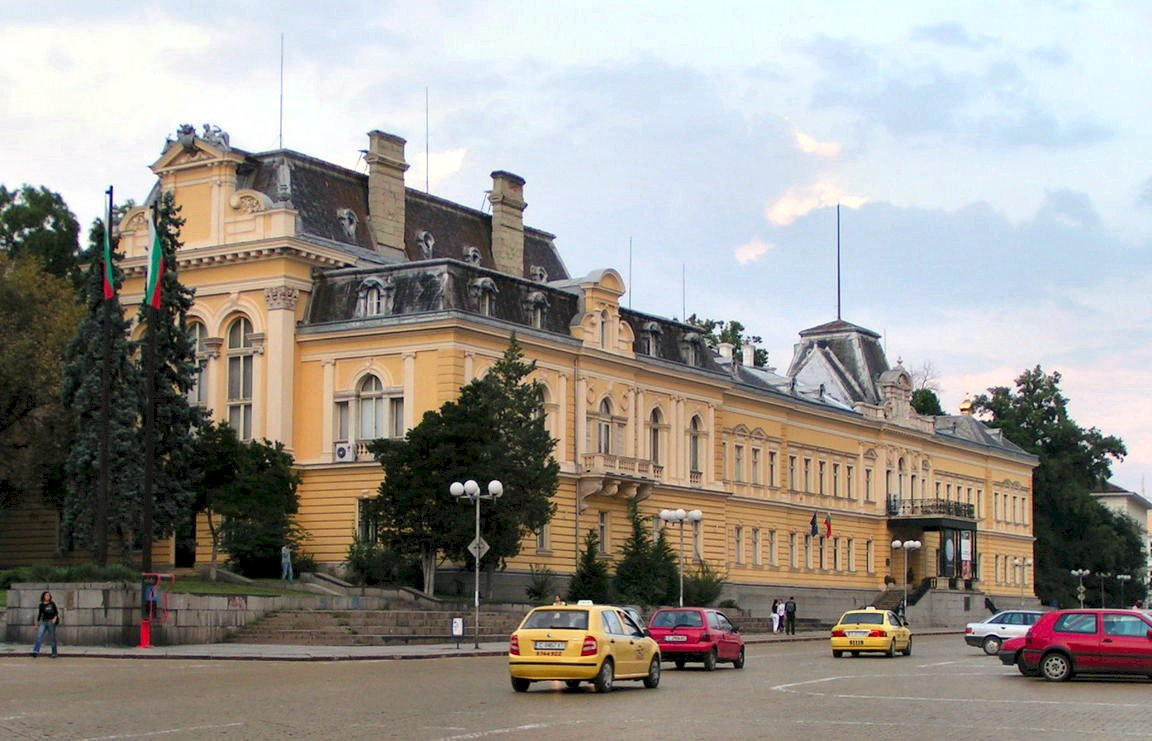
Galería de Arte Nacional, antiguo palacio real, Sofia, Bulgaria

Ejemplos en Reino Unido
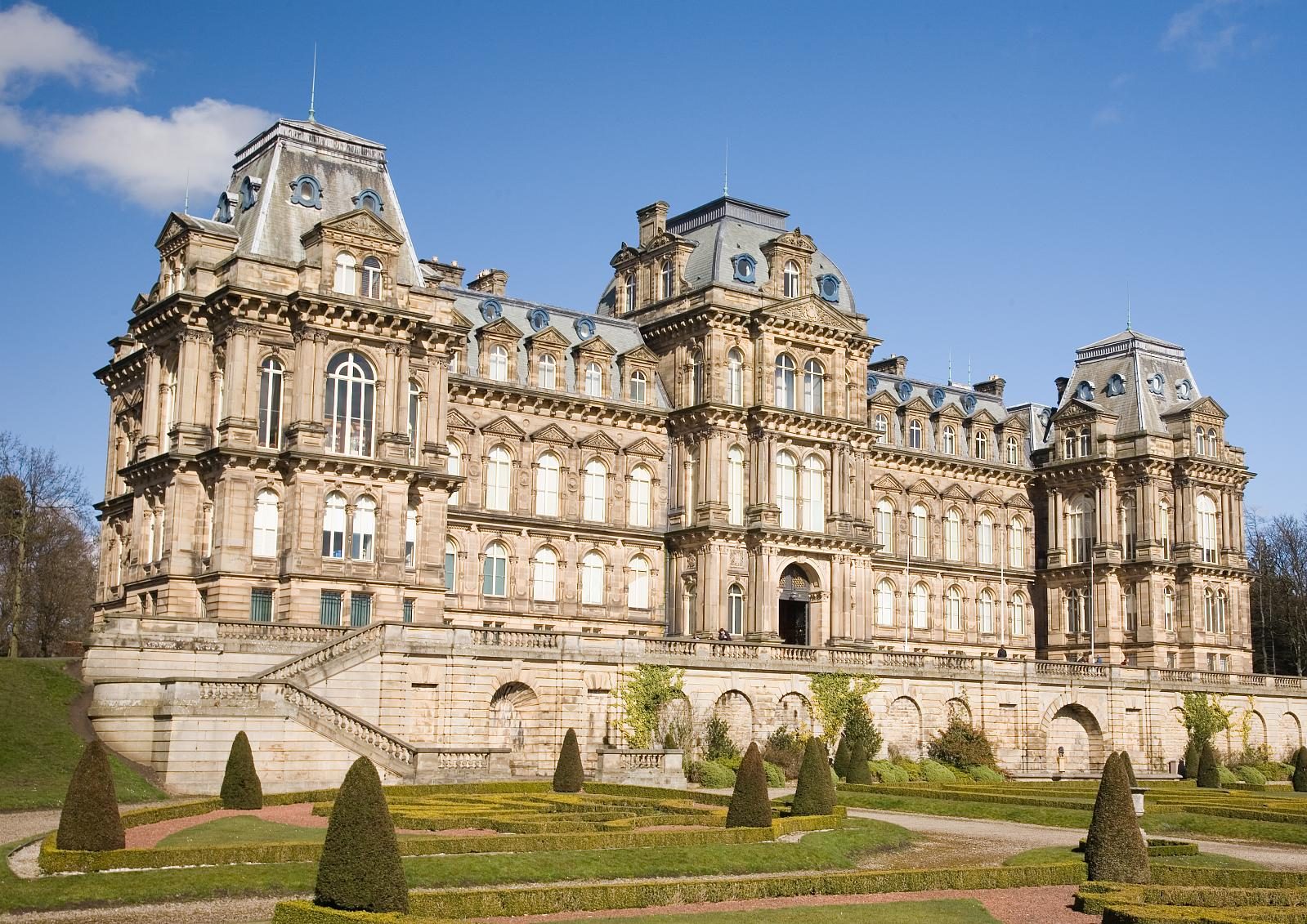
Bowes Museum, County Durham (1869-1892)
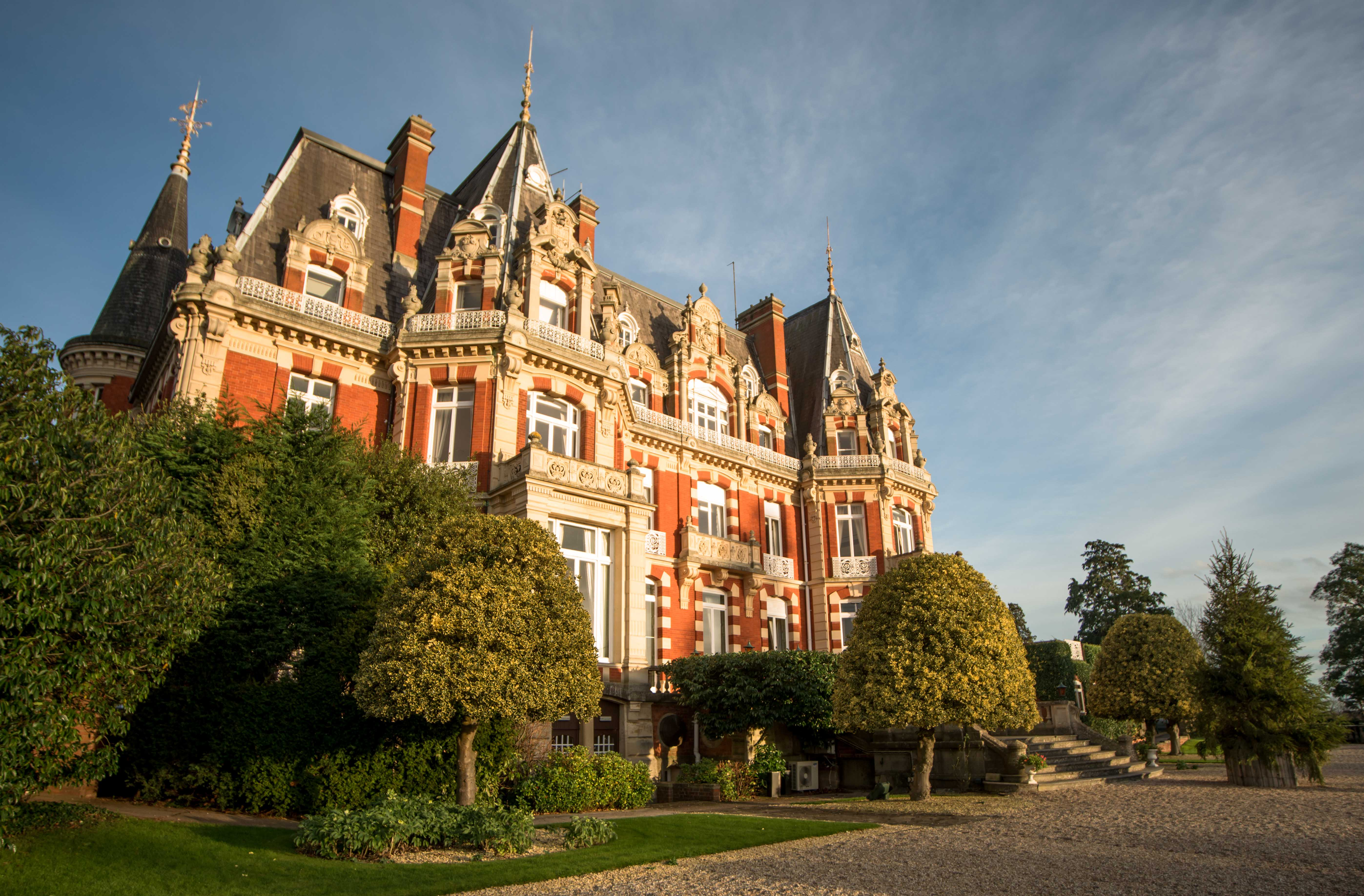
Chateau Impney, Worcestershire (1873-1875)
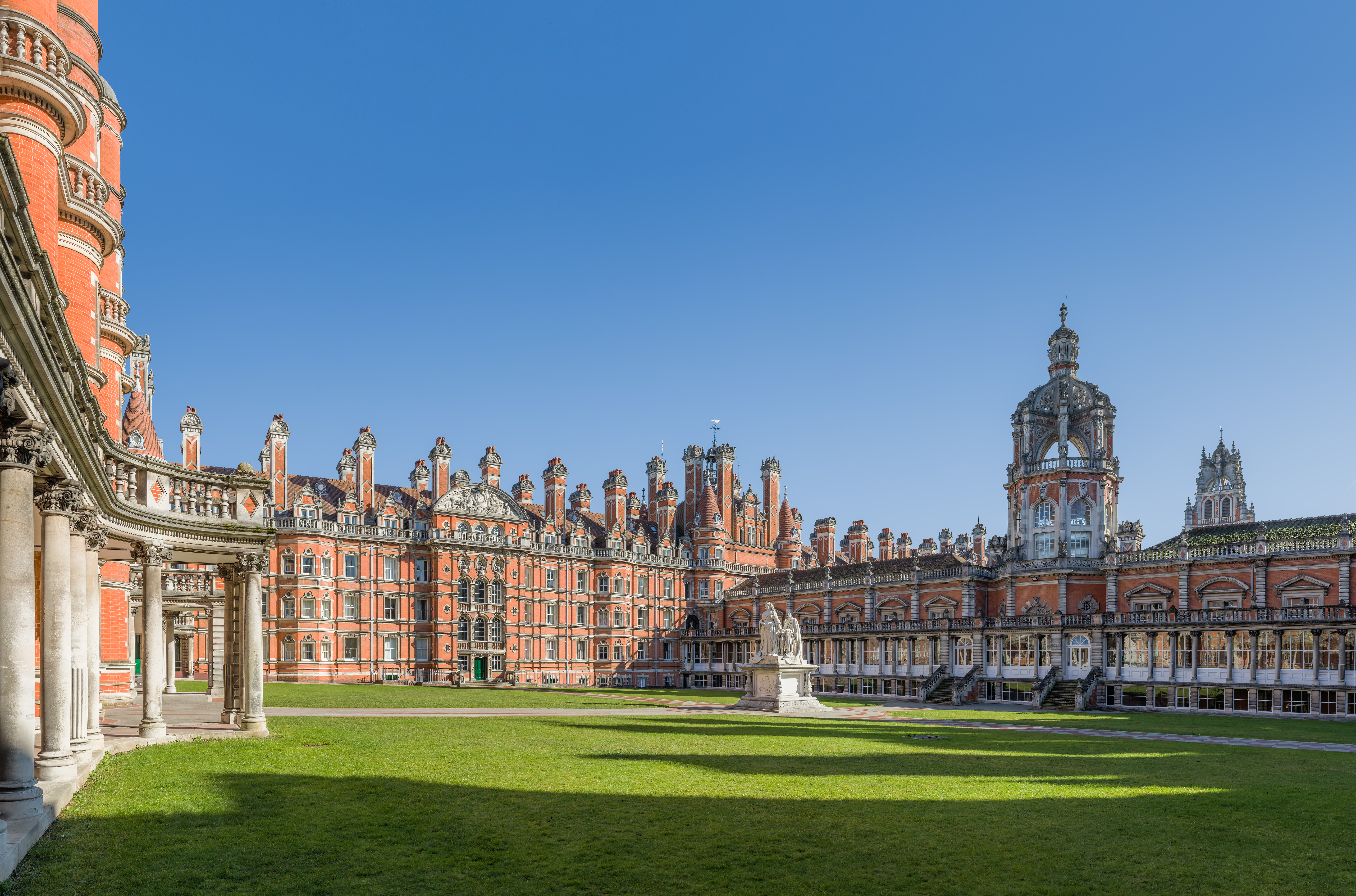
Founder's Building, Royal Holloway, University of London, Surrey, Inglaterra (1874-1881)
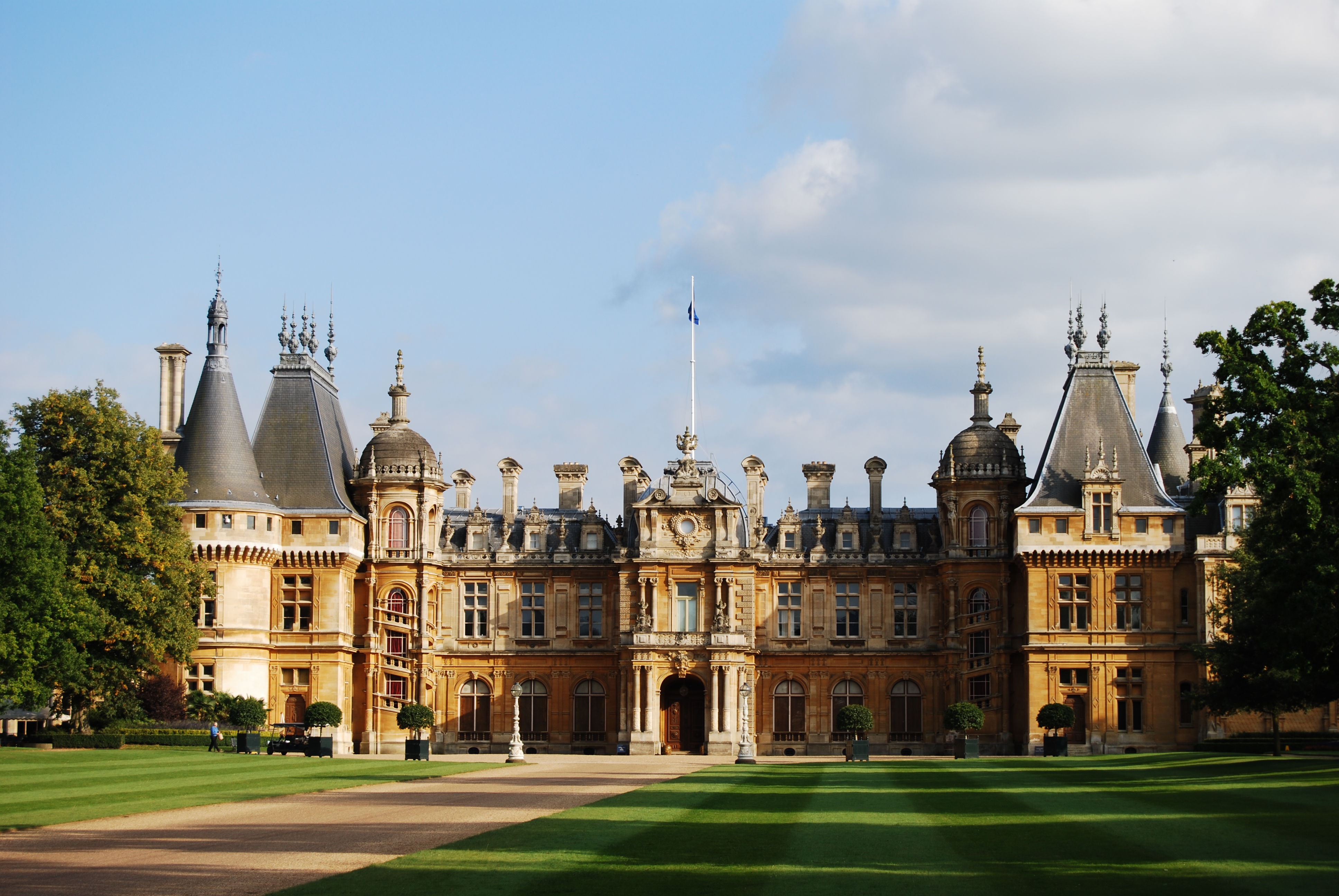
Waddesdon Manor, Buckinghamshire, Inglaterra (1874-1889)
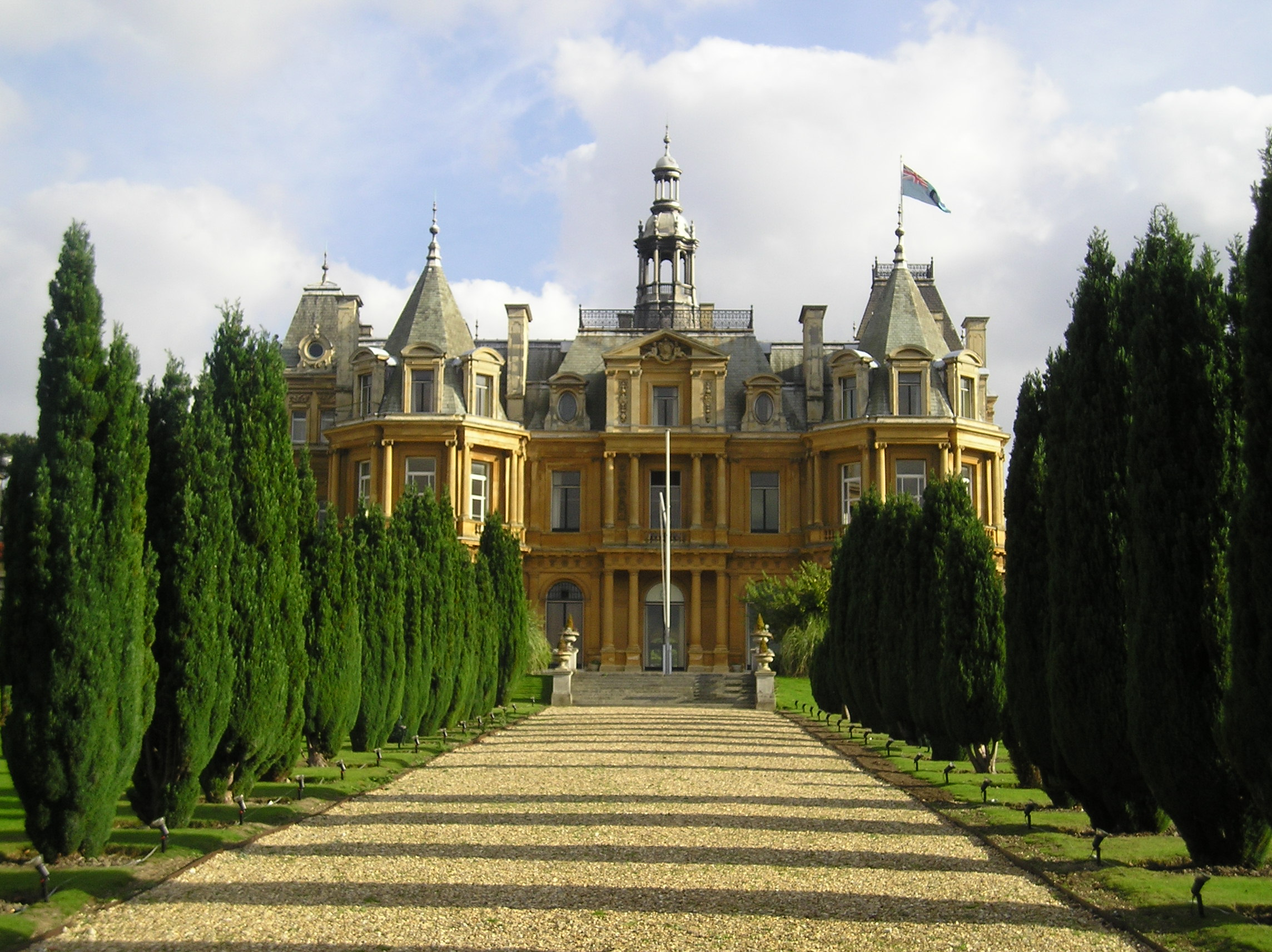
Halton House, Buckinghamshire (1880-1883)
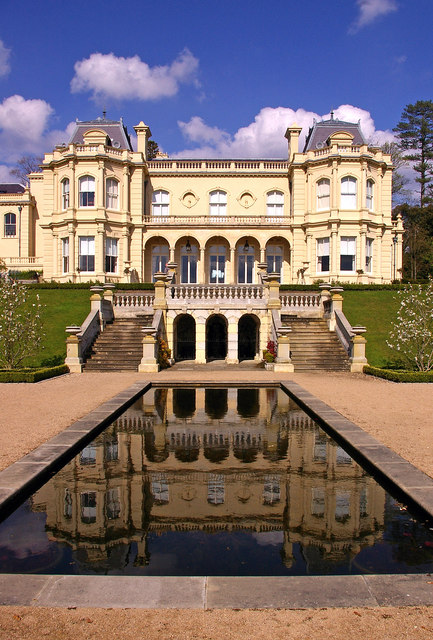
Cherkley  Court, Surrey.
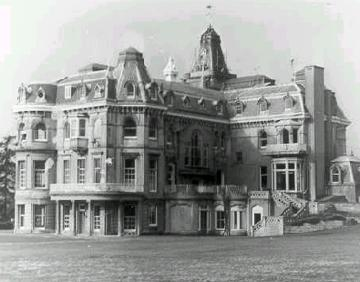
Park Place Berkshire.
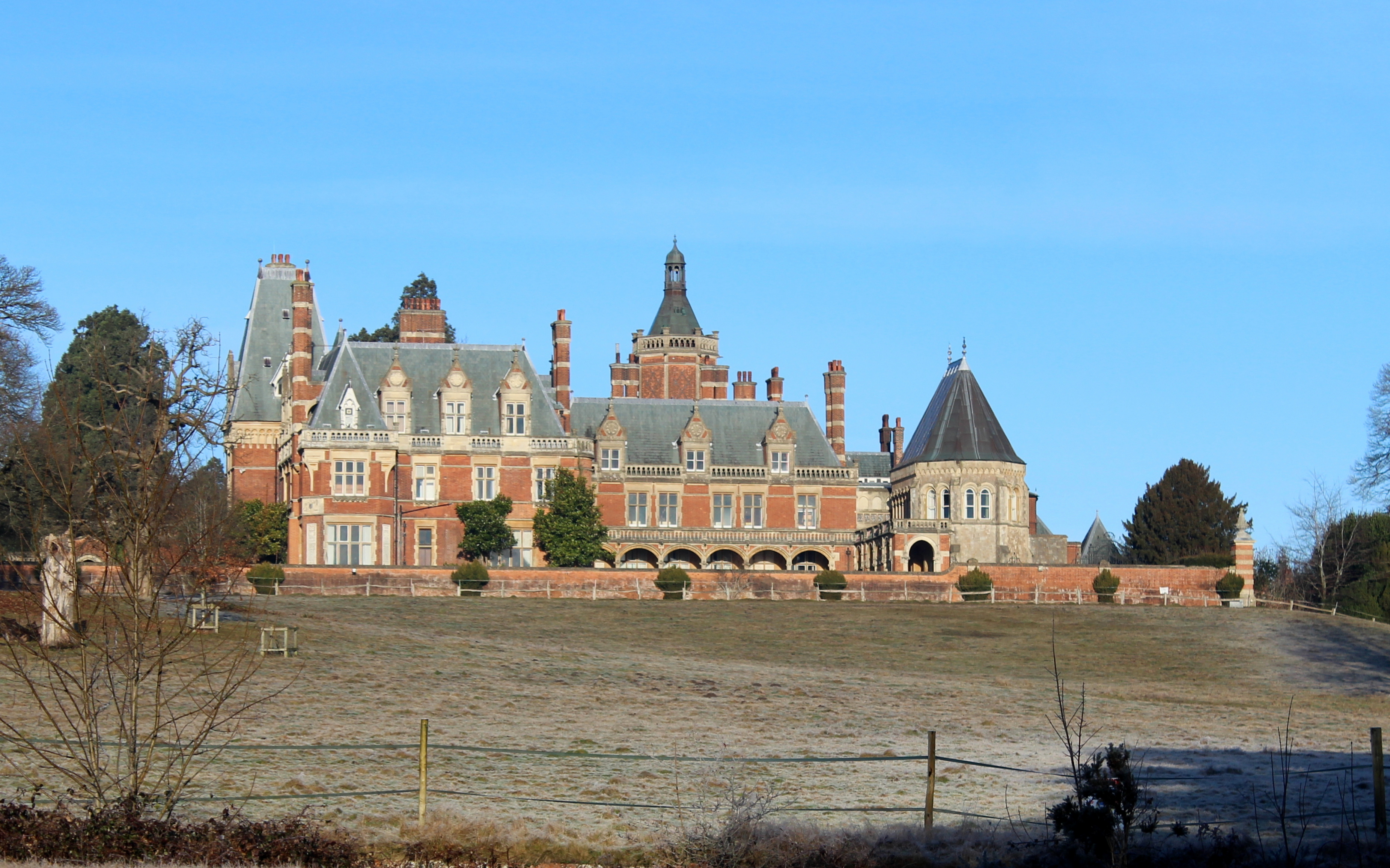
Minley Manor, Hampshire.
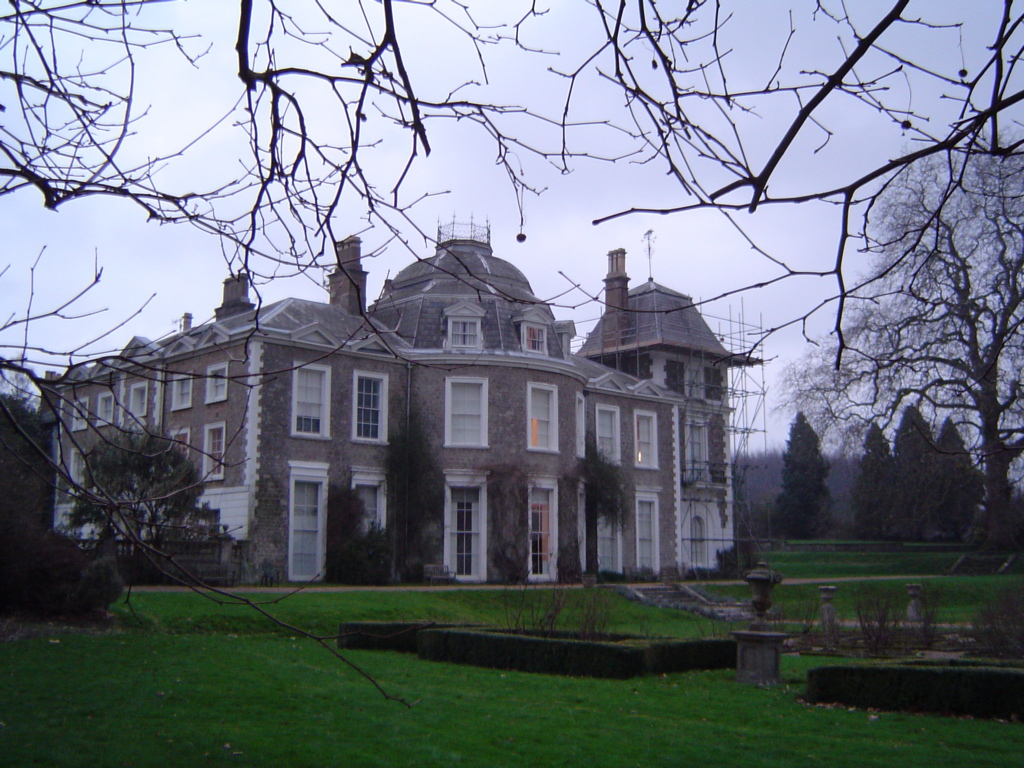
Oxon Hoath, West Peckham, Kent
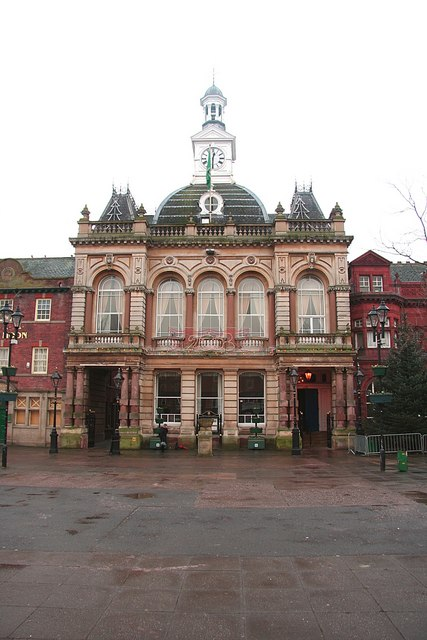
Prefectura de Retford, de Bellamy and Hardy (1866-1868)
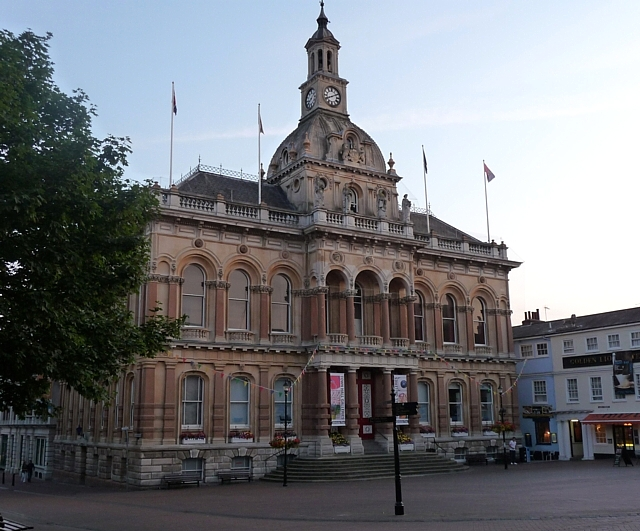
Antigua prefectura, Ipswich, de Bellamy and Hardy (1867)

Ejemplos en Estados Unidos
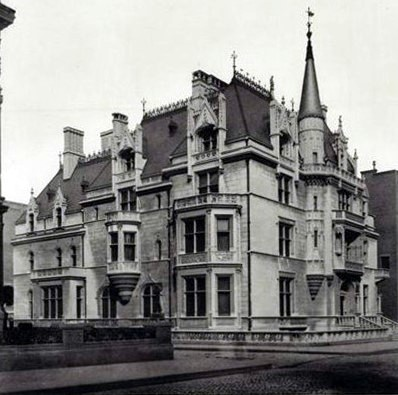
William K. Vanderbilt residence, Petit Chateau, 1878-1882, Manhattan, by Richard Morris Hunt.
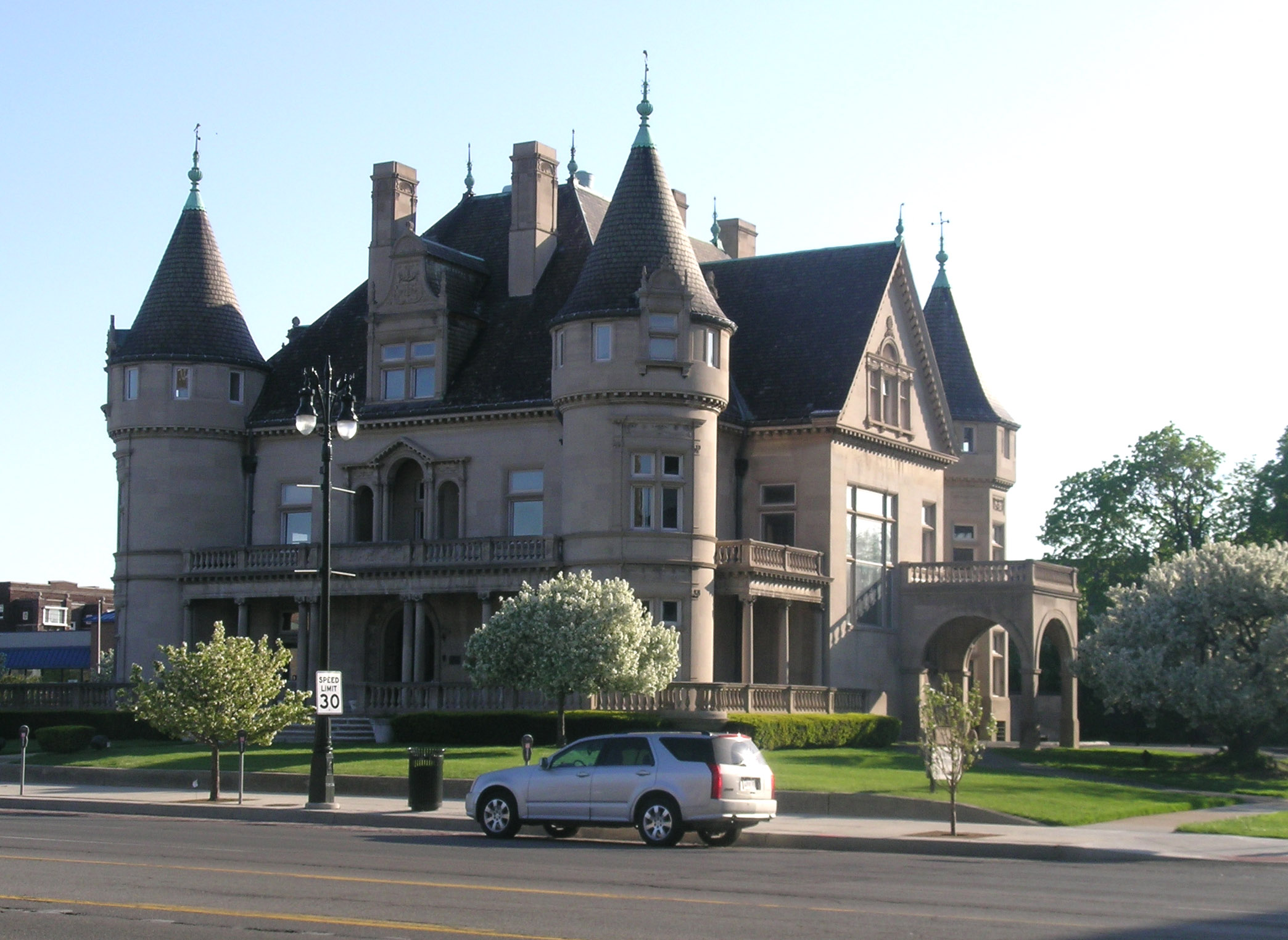
Col. Frank J. Hecker House, Detroit, Michigan (1888)
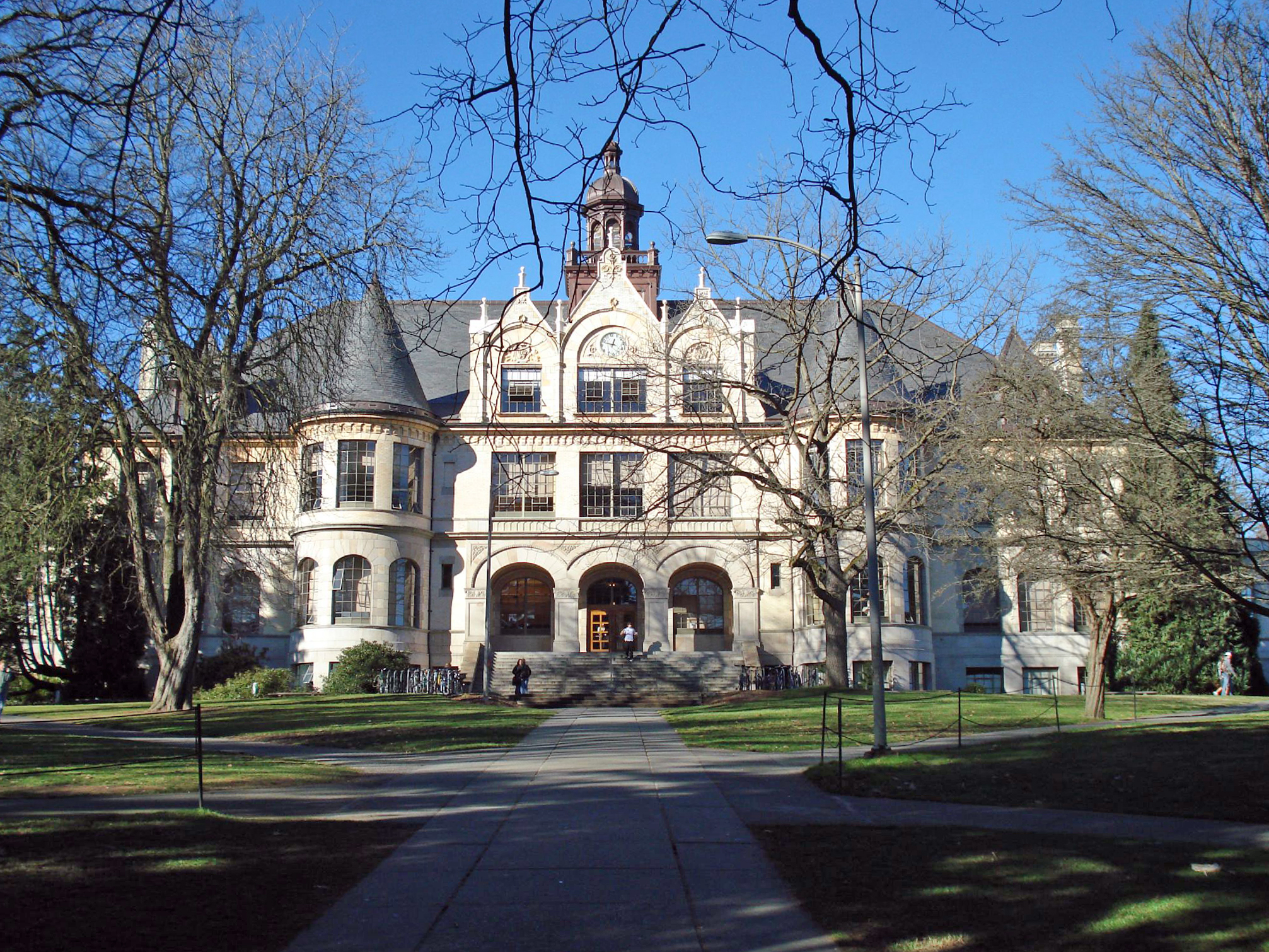
Denny Hall, University of Washington, Seattle, Washington (1890)
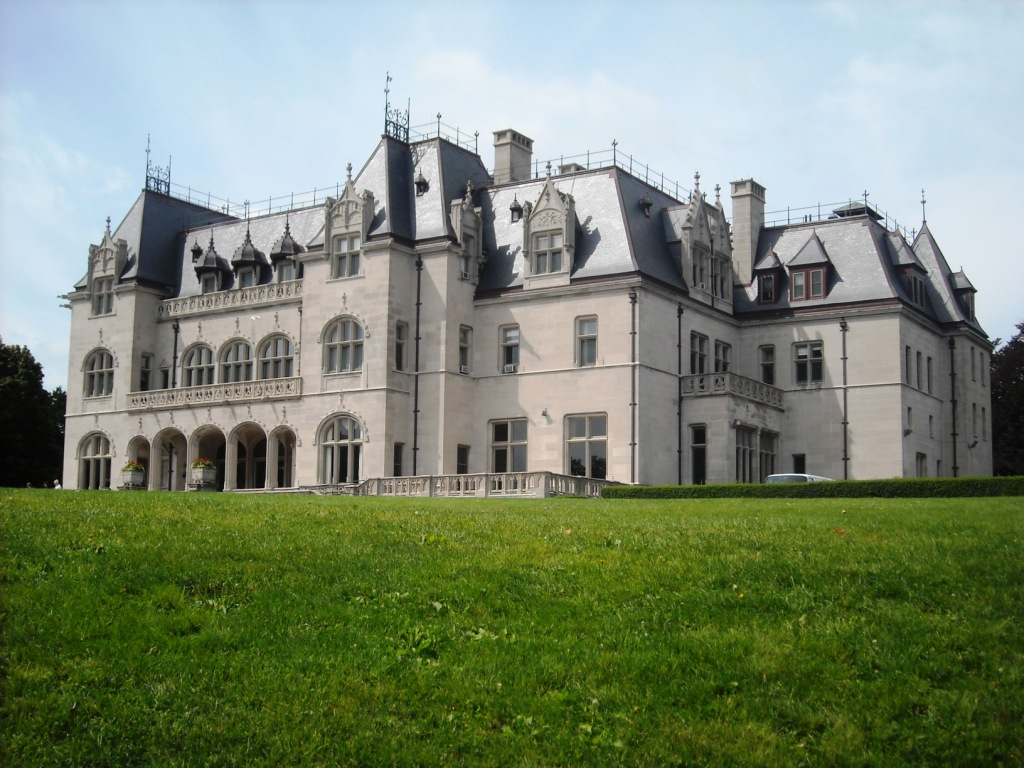
Ochre Court, Newport, Rhode Island (1892)
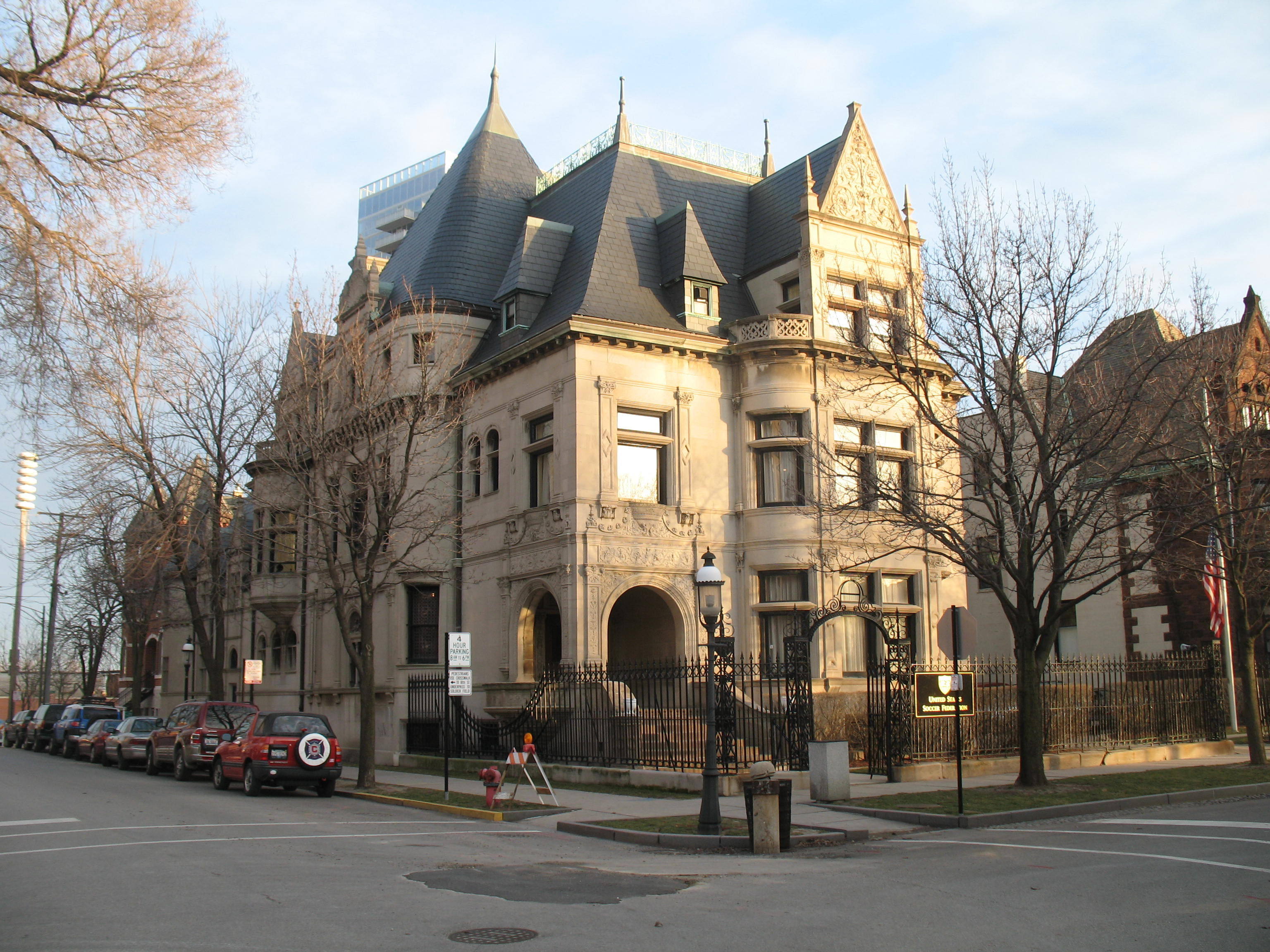
William W. Kimball House, Chicago, Illinois (1892)
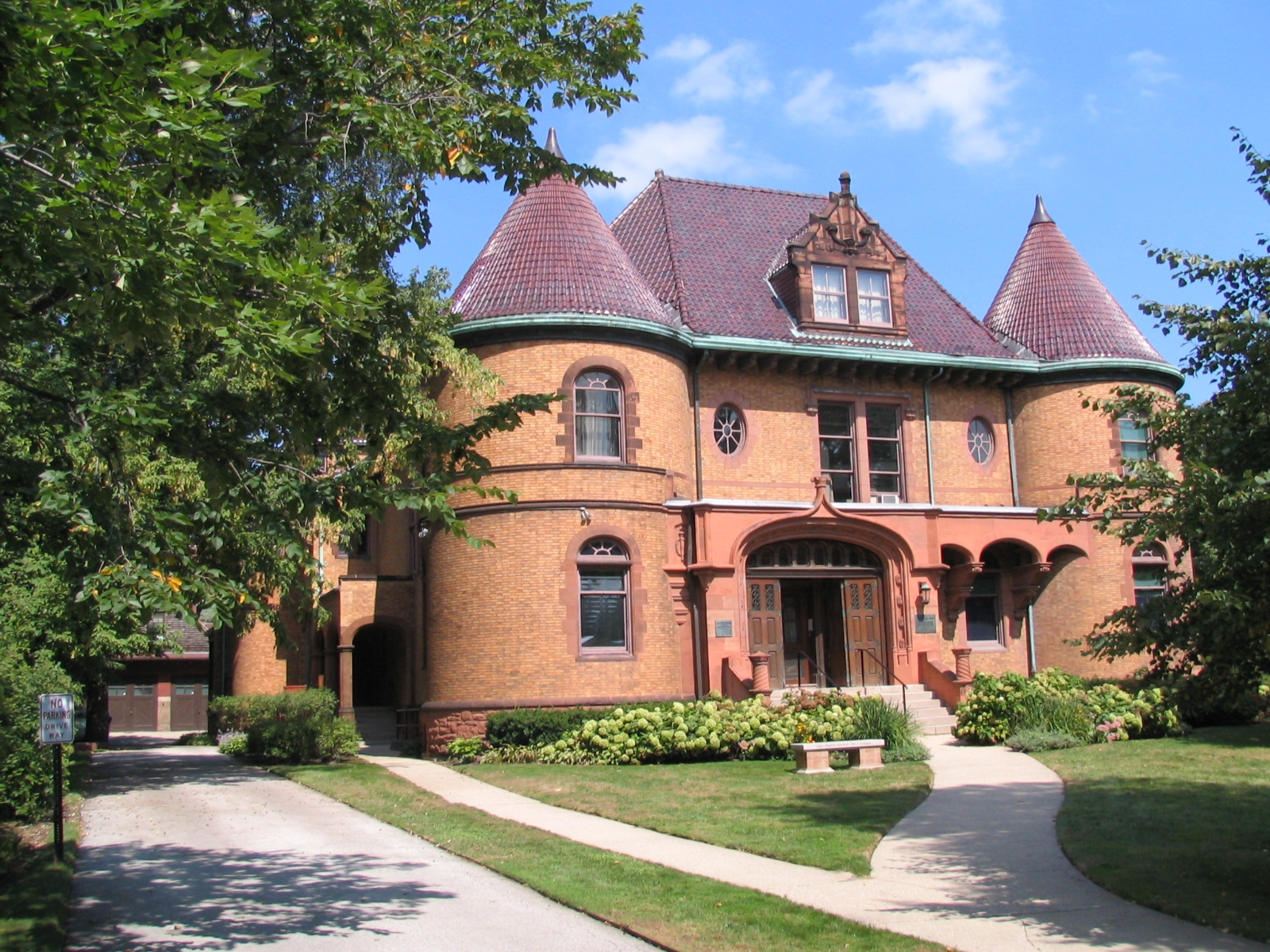
Charles G. Dawes House (1894), 225 Greenwood St., Evanston, Illinois; H. Edwards Ficken, arquitecto
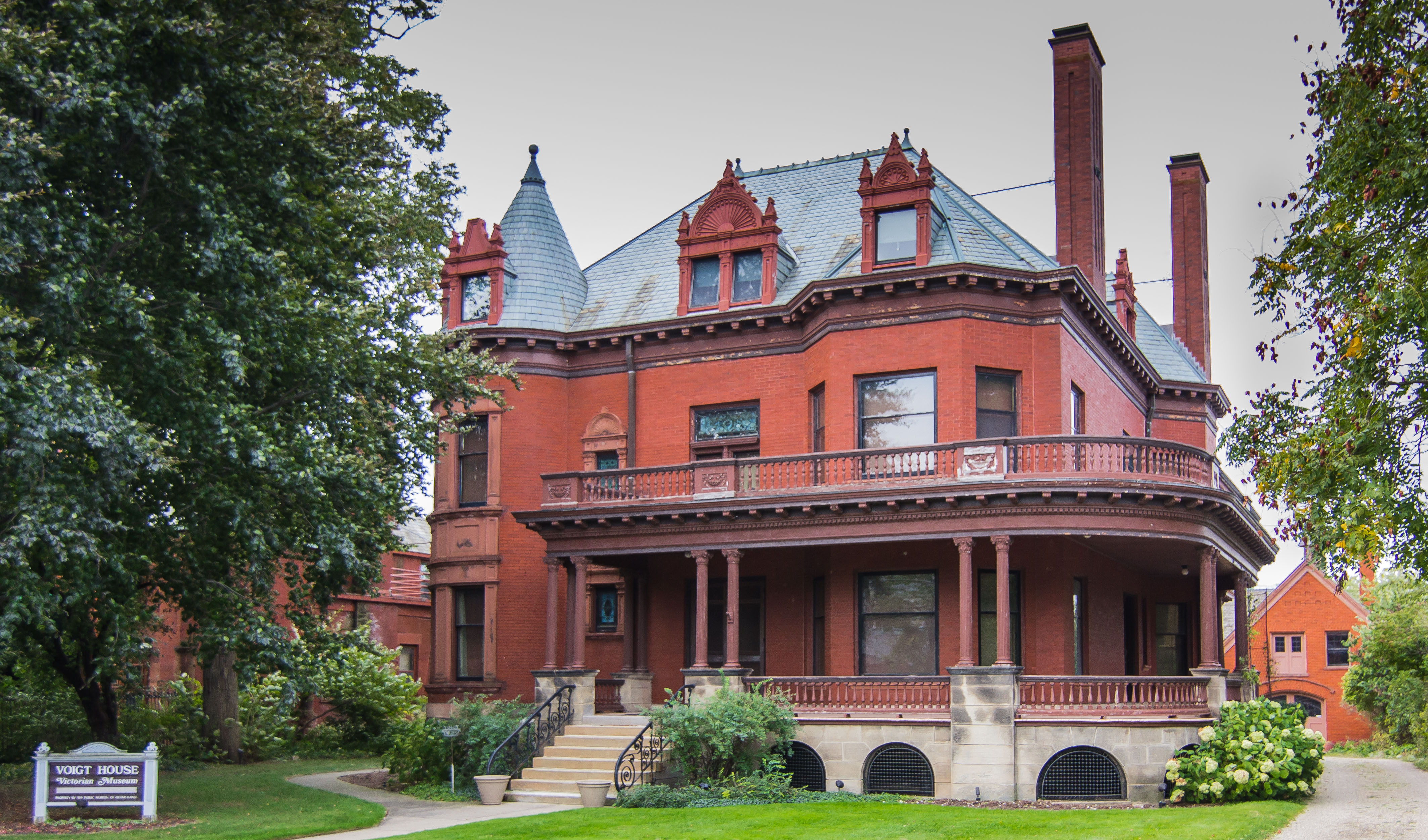
Voigt House, Part of Heritage Hill Historic District, Grand Rapids, Michigan (1895)
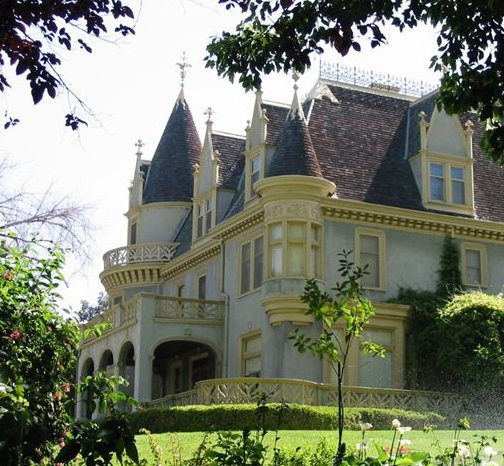
Kimberly Crest, Redlands, California (1897)
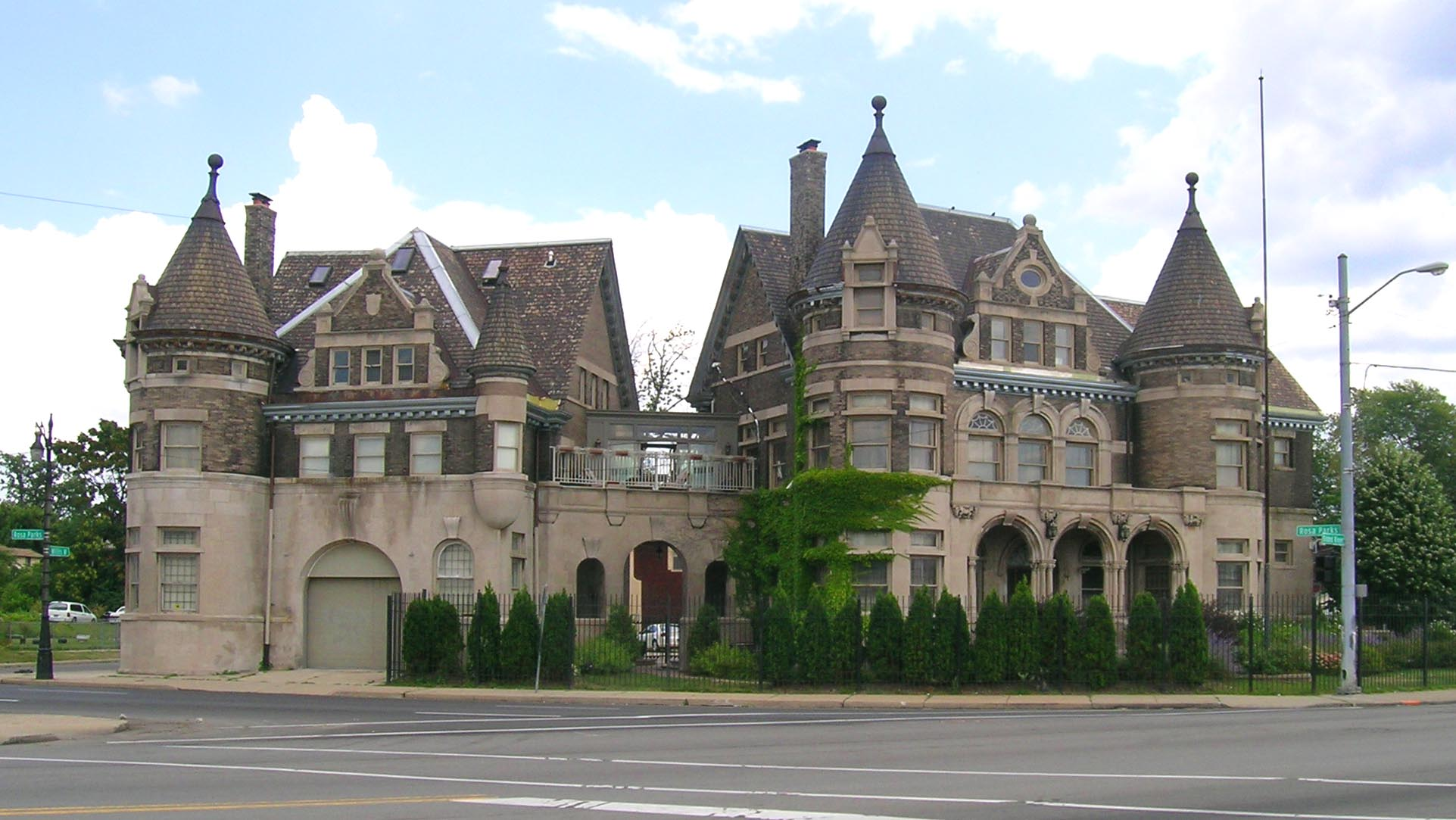
Eighth Precinct Police Station, Detroit, Michigan (1901)
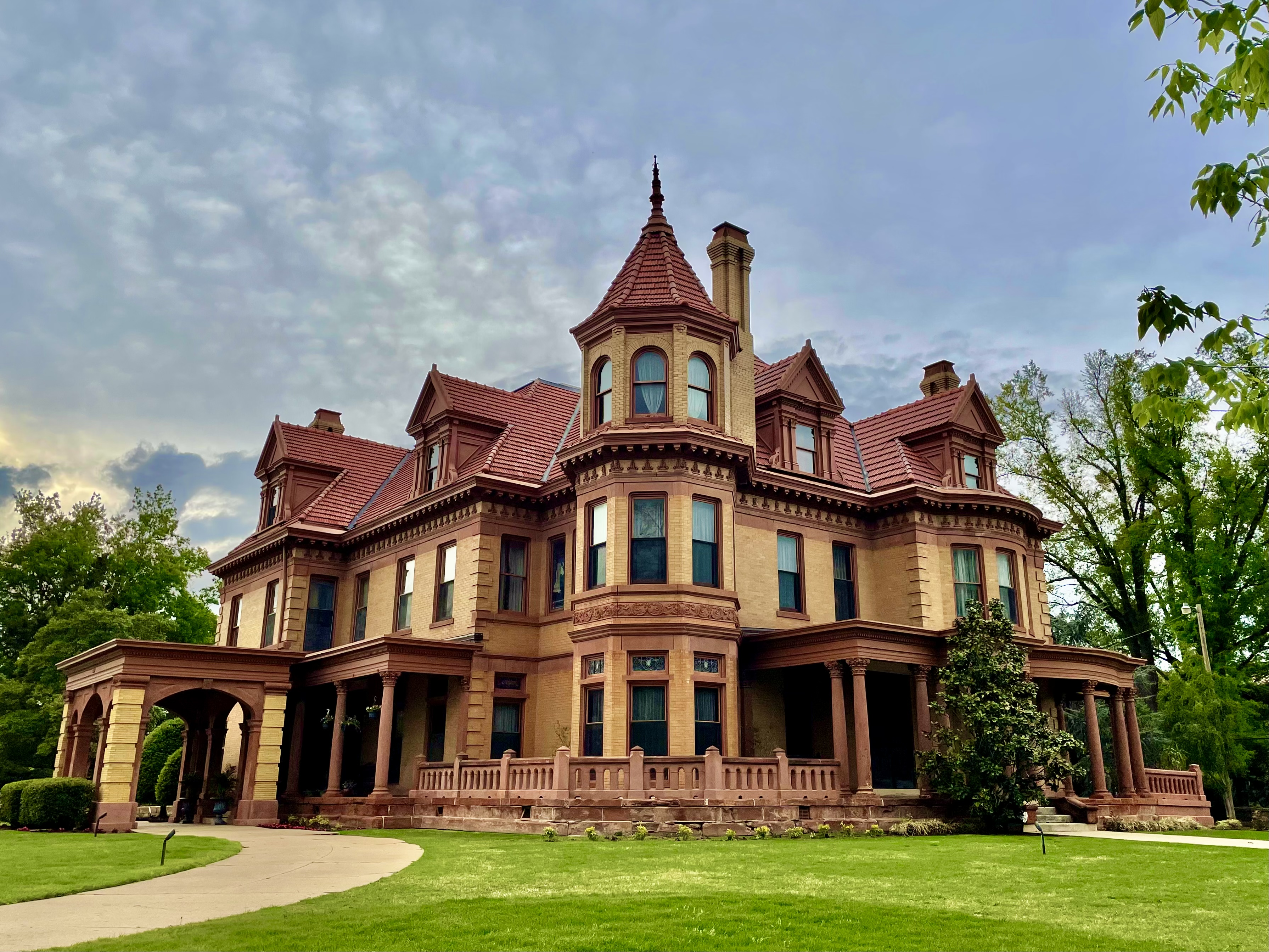
Carey Mansion, Newport, Rhode Island
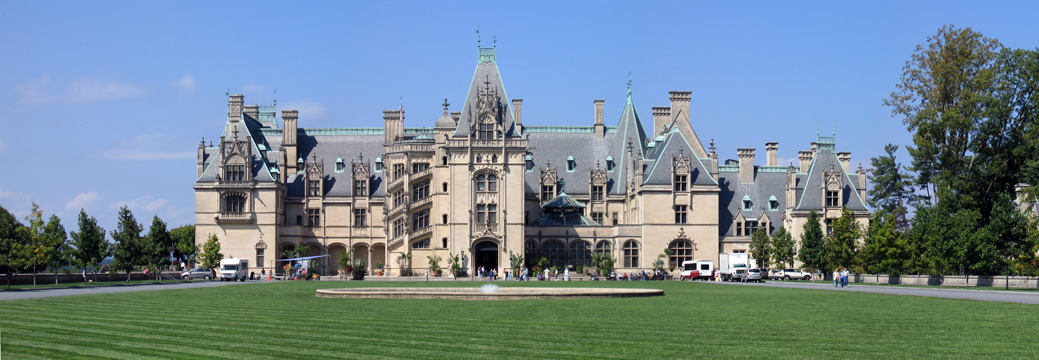
Biltmore Estate (1890-1895), Asheville, North Carolina, Richard Morris Hunt, arquitecto
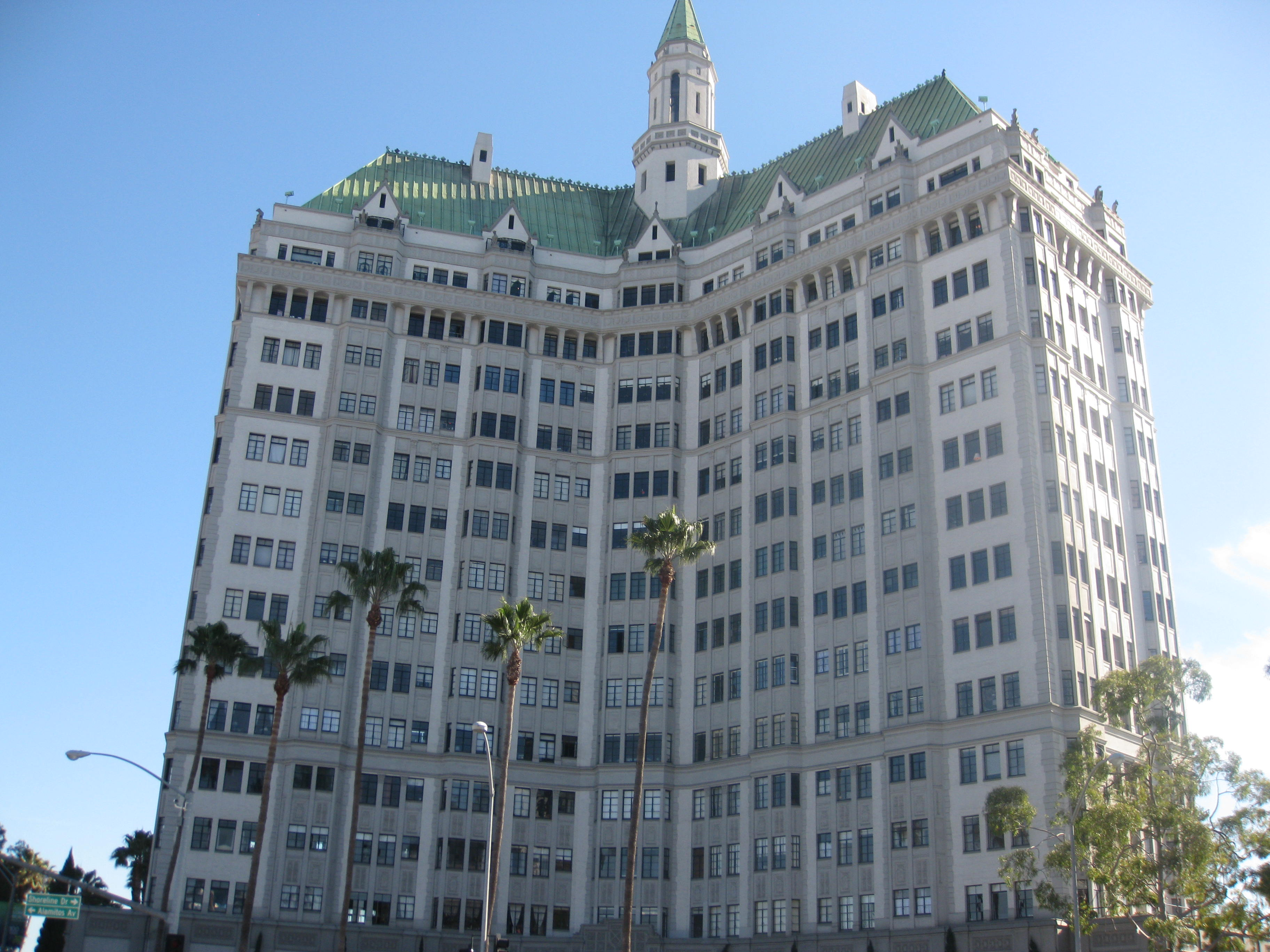
Villa Riviera, Long Beach, California (1929)
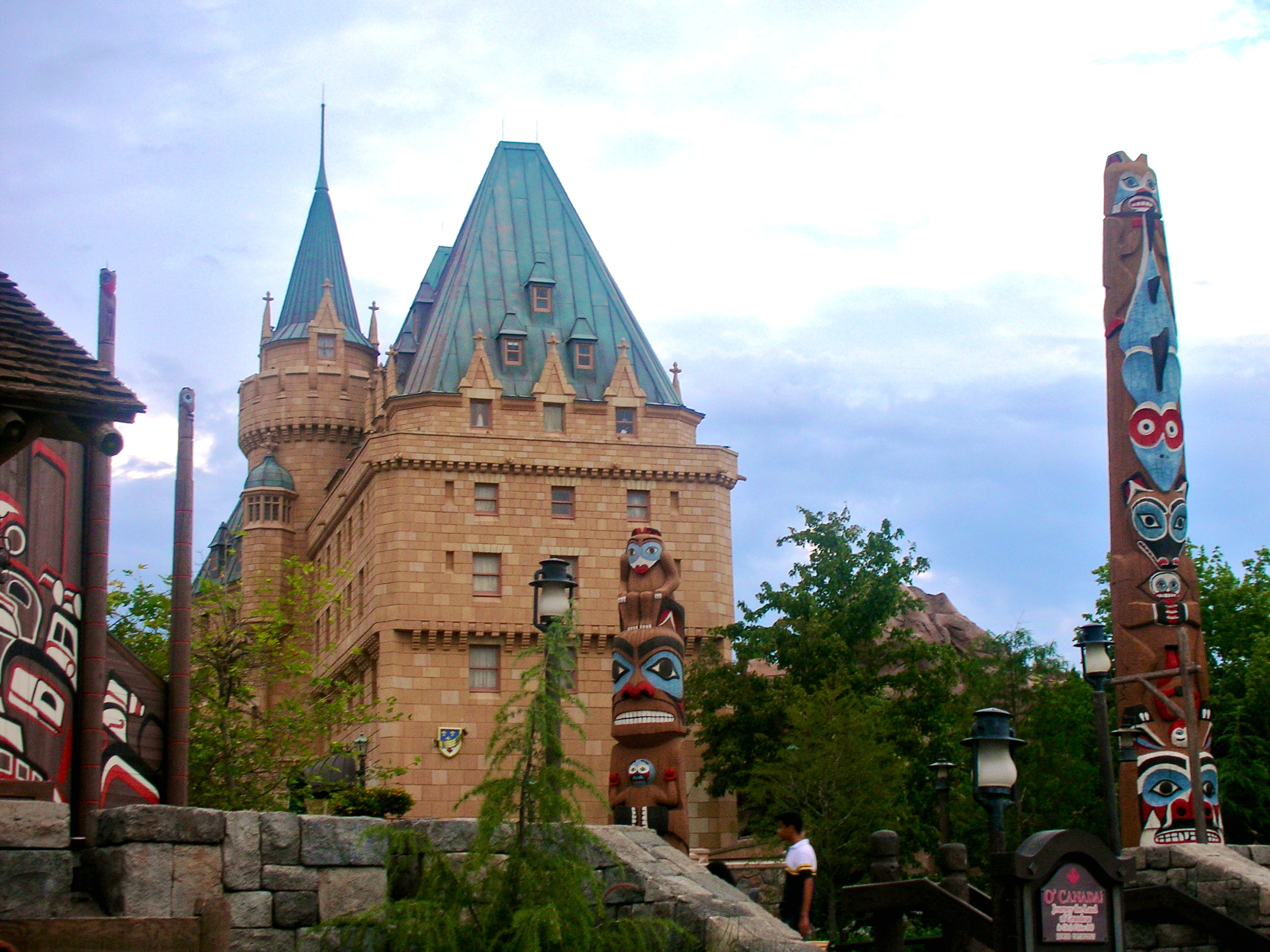
Hotel du Canada, Orlando, Florida (1982)
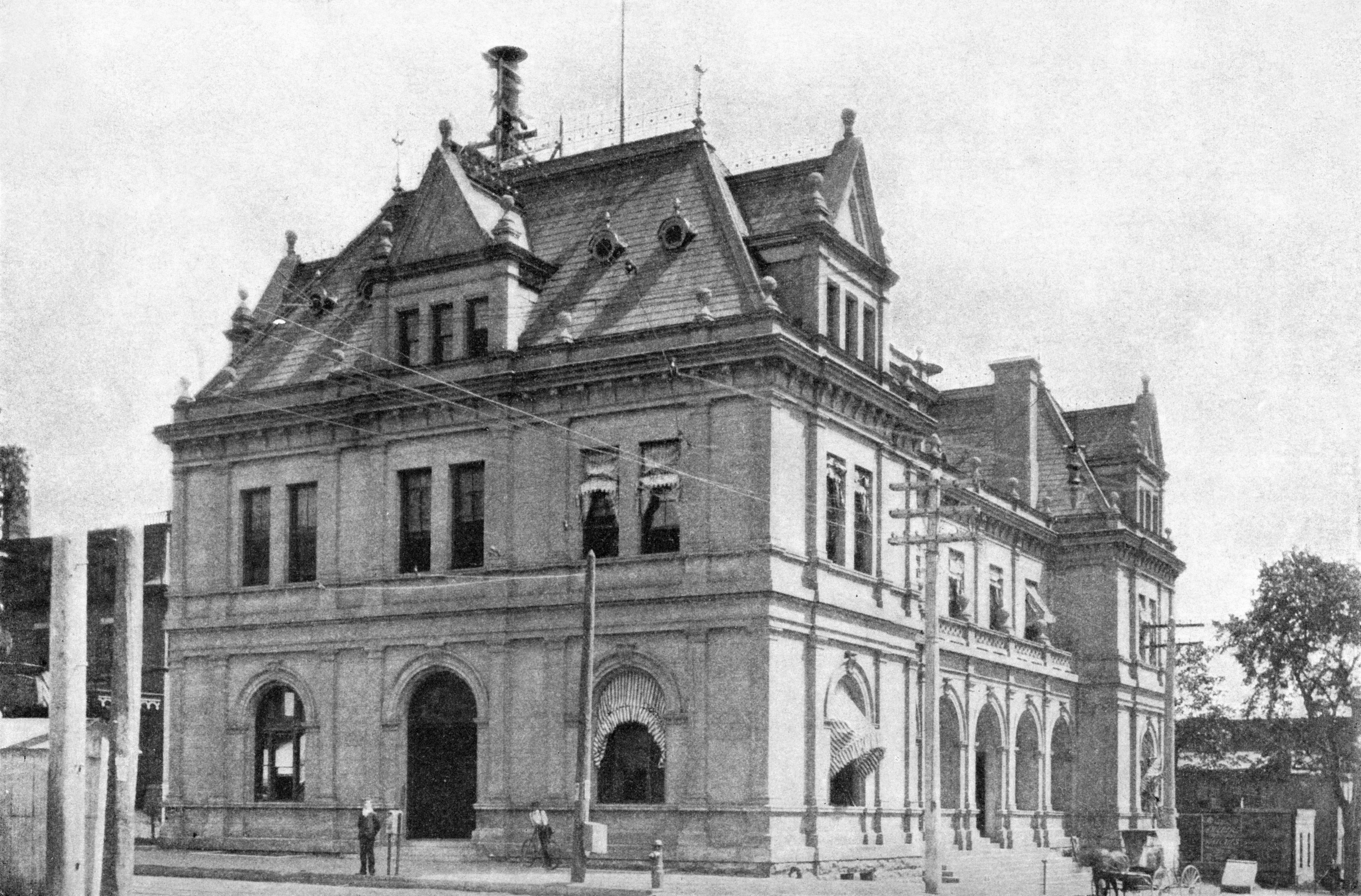
U.S. Post Office, Quincy, Illinois, de Mifflin E. Bell

Ejemplos en Canadá
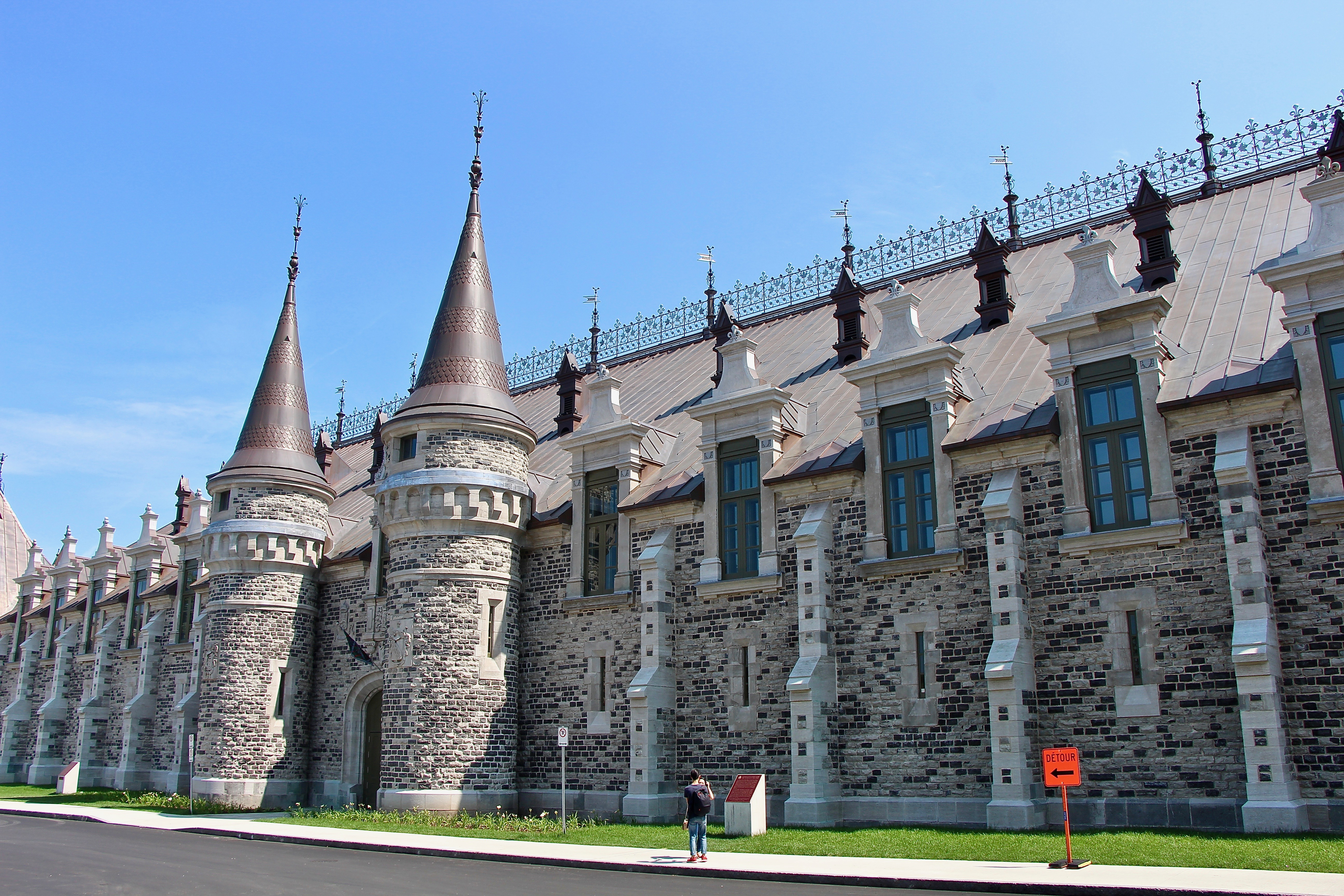
Quebec City Armoury, Quebec City (1885-1889)
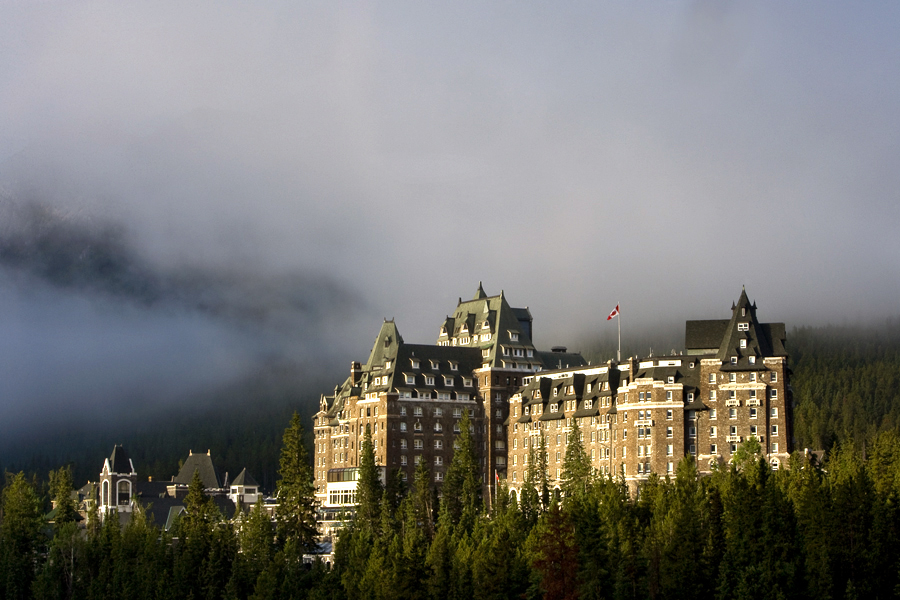
Banff Springs Hotel, Banff, Alberta (1887-1888)
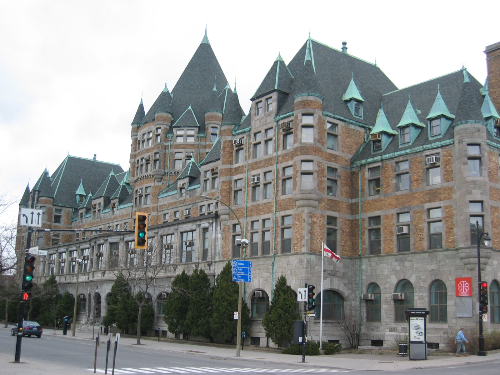
Place Viger, Montreal, Quebec (1898)
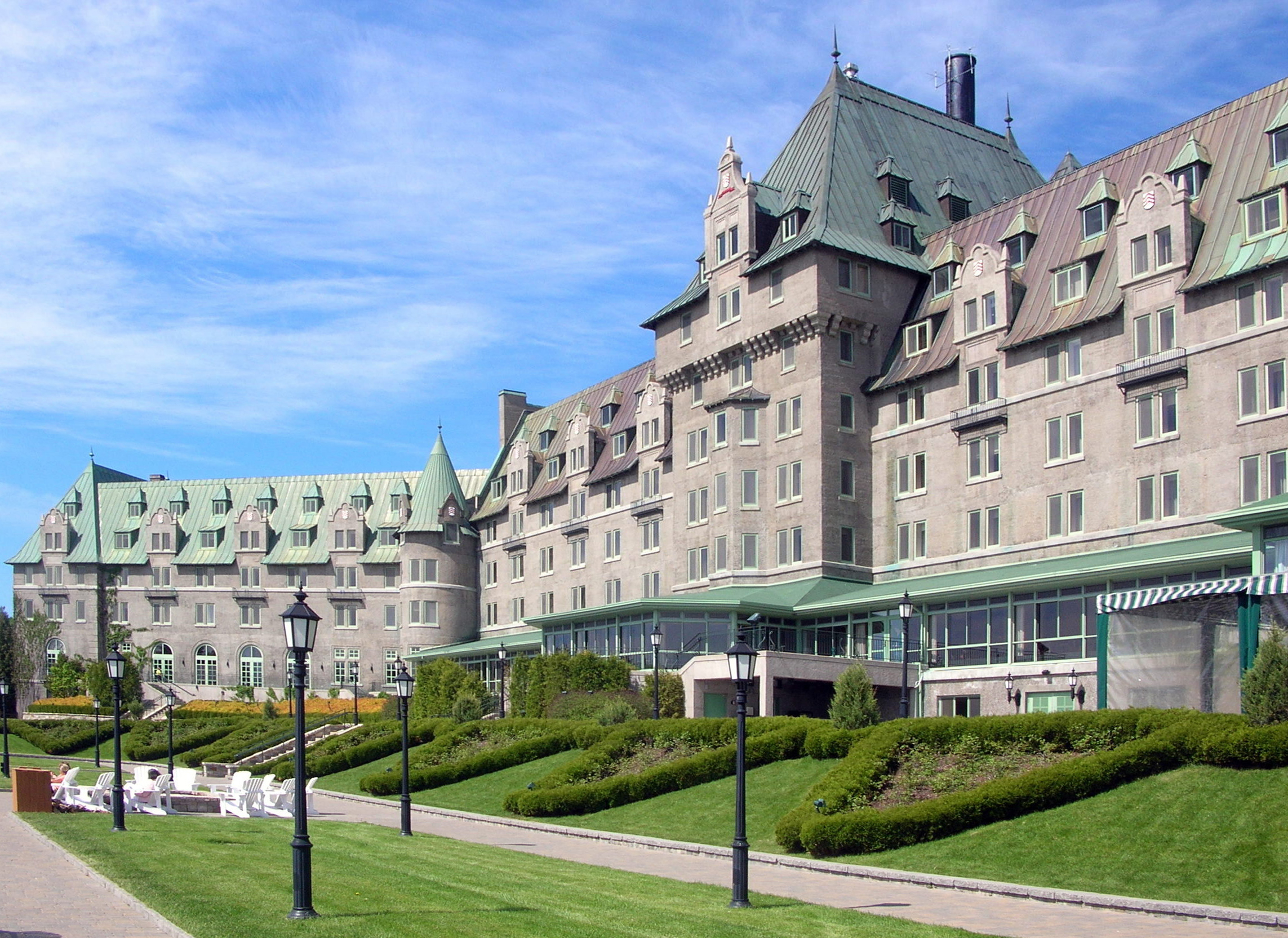
Hôtel Fairmont Le Manoir Richelieu, La Malbaie, Quebec (1899)
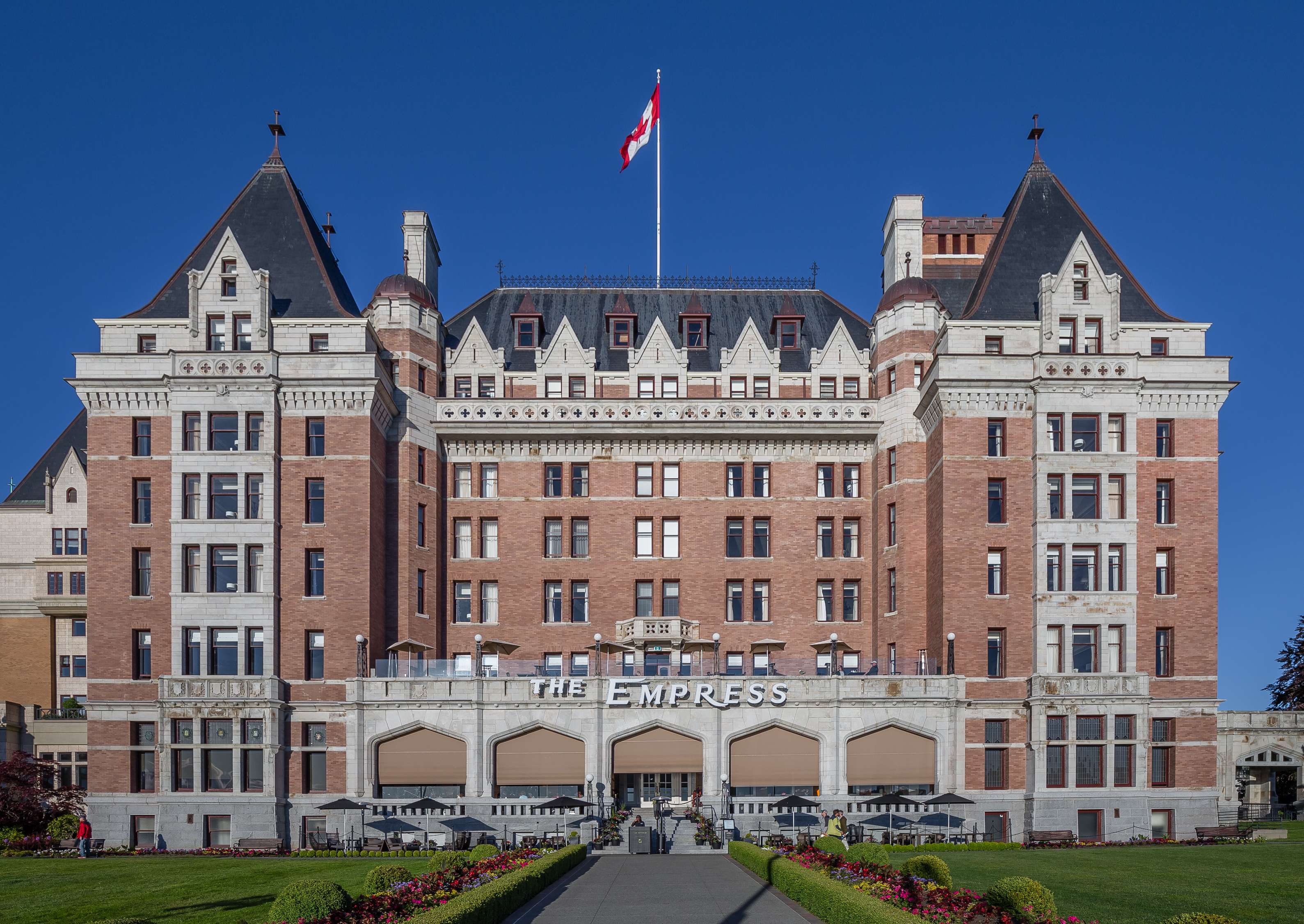
The Empress, Victoria, British Columbia (1904-1908)
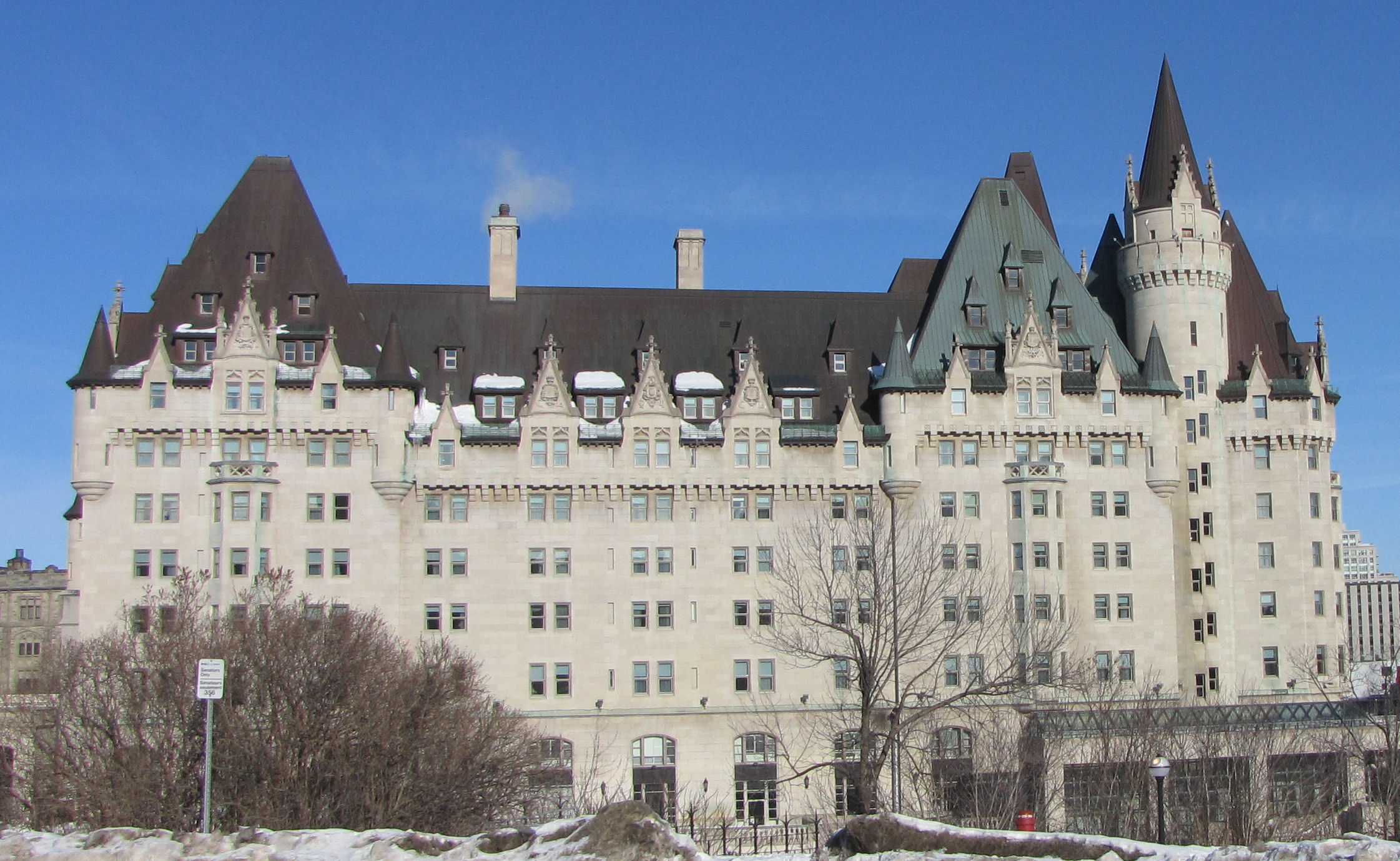
Fairmont Chateau Laurier, Ottawa, Ontario (1909-1913)
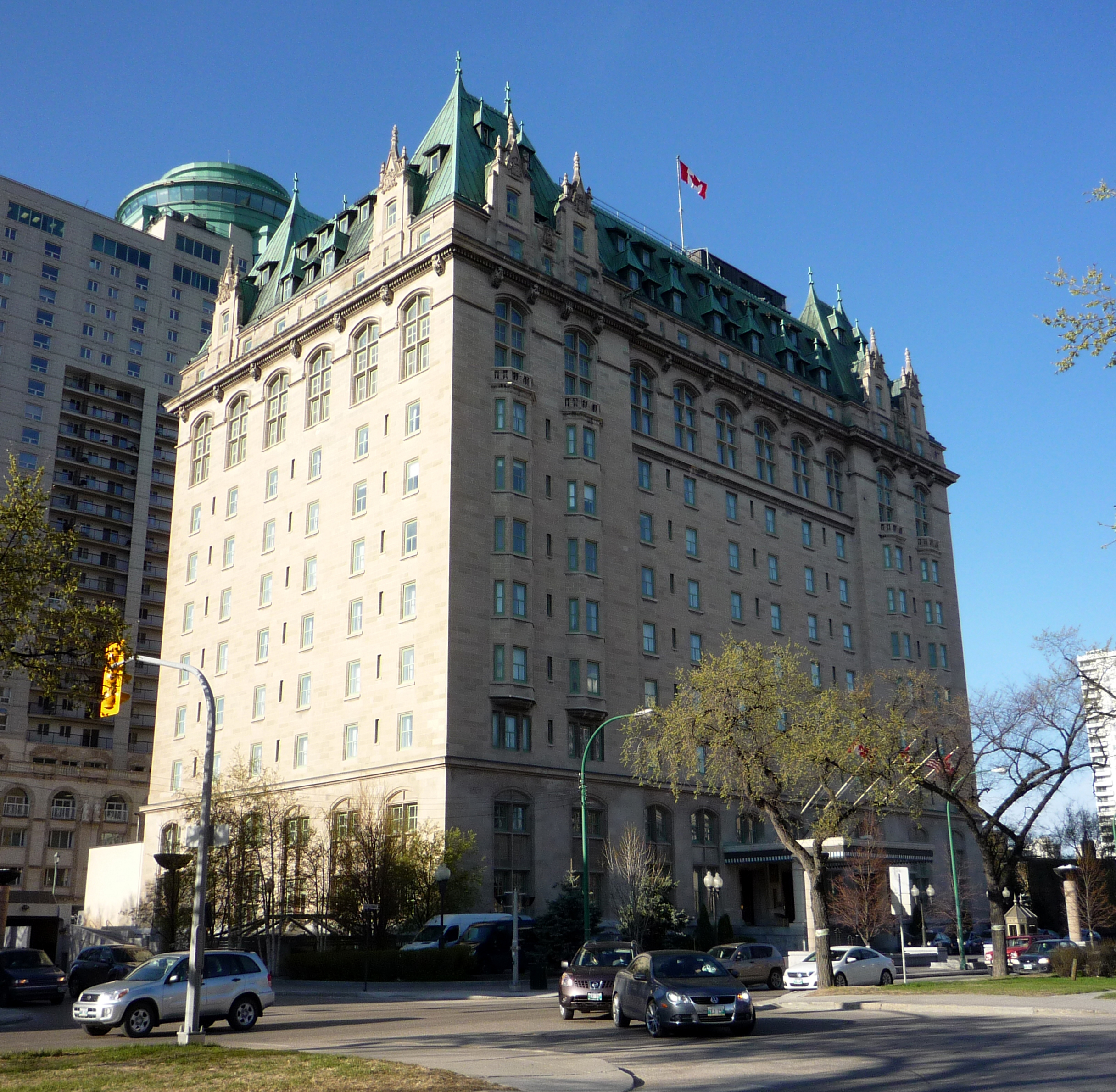
Fort Garry Hotel, Winnipeg, Manitoba (1913)
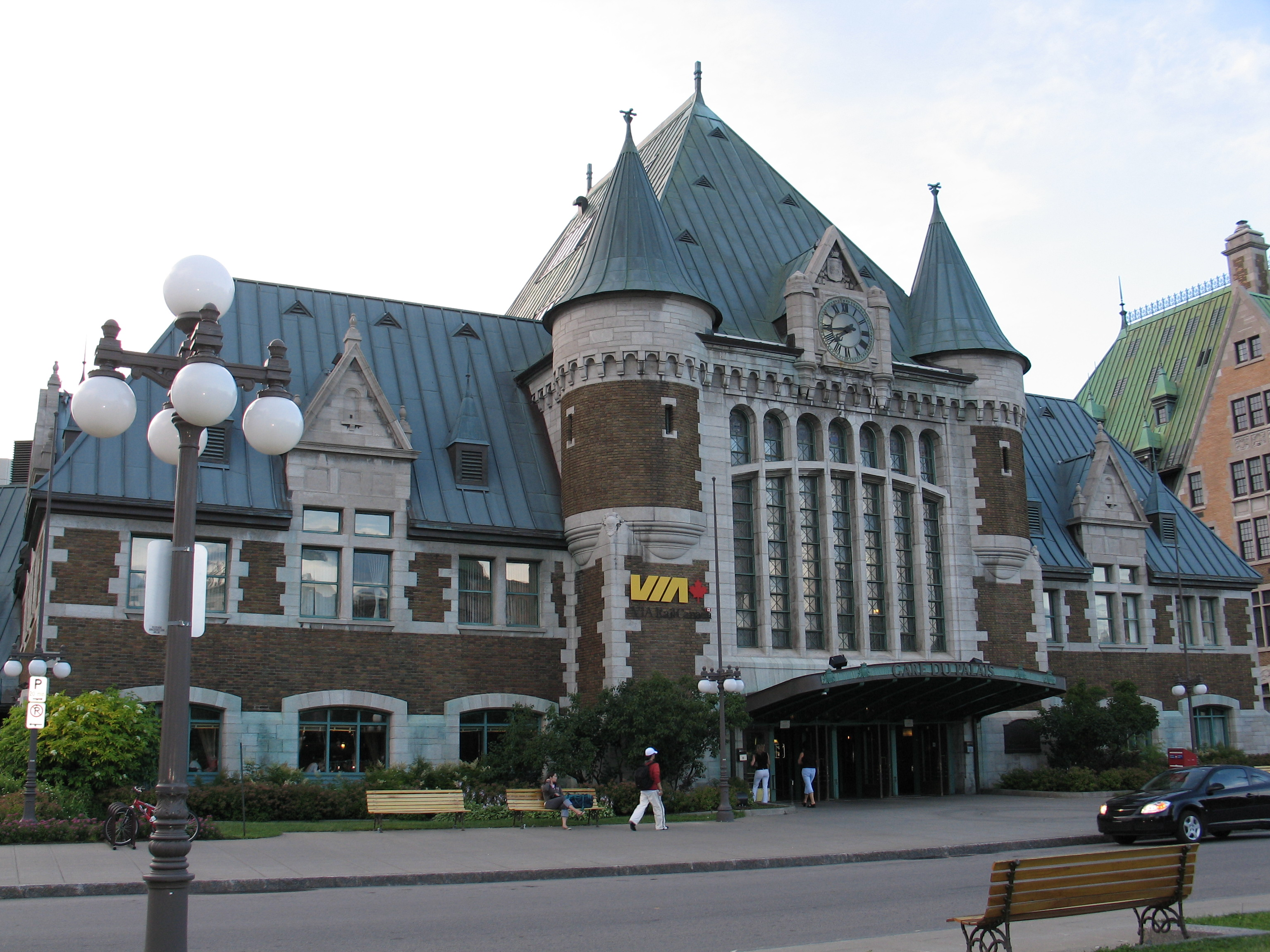
Gare du Palais, Quebec City (1915)
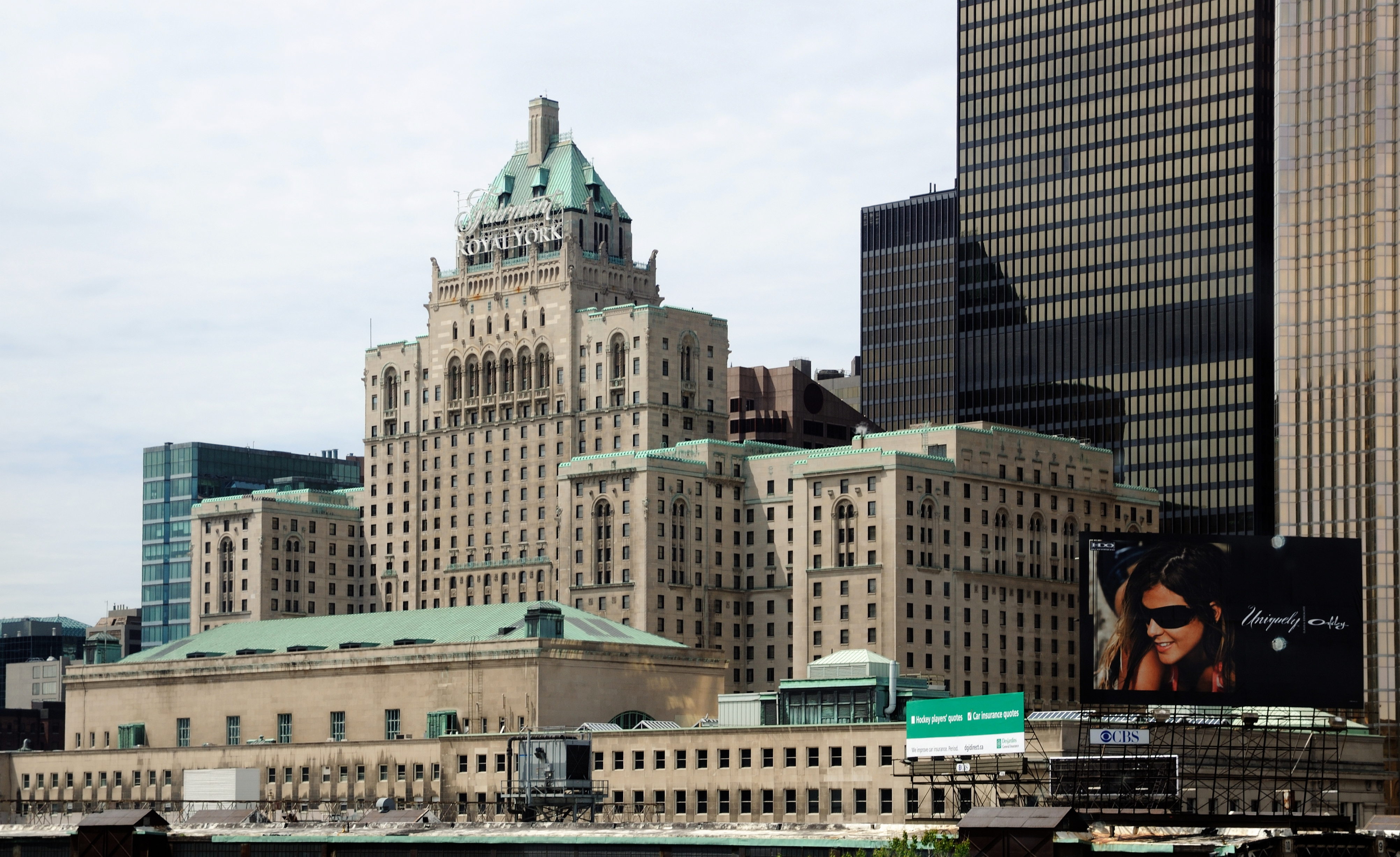
The Royal York, Toronto (1927-1929)
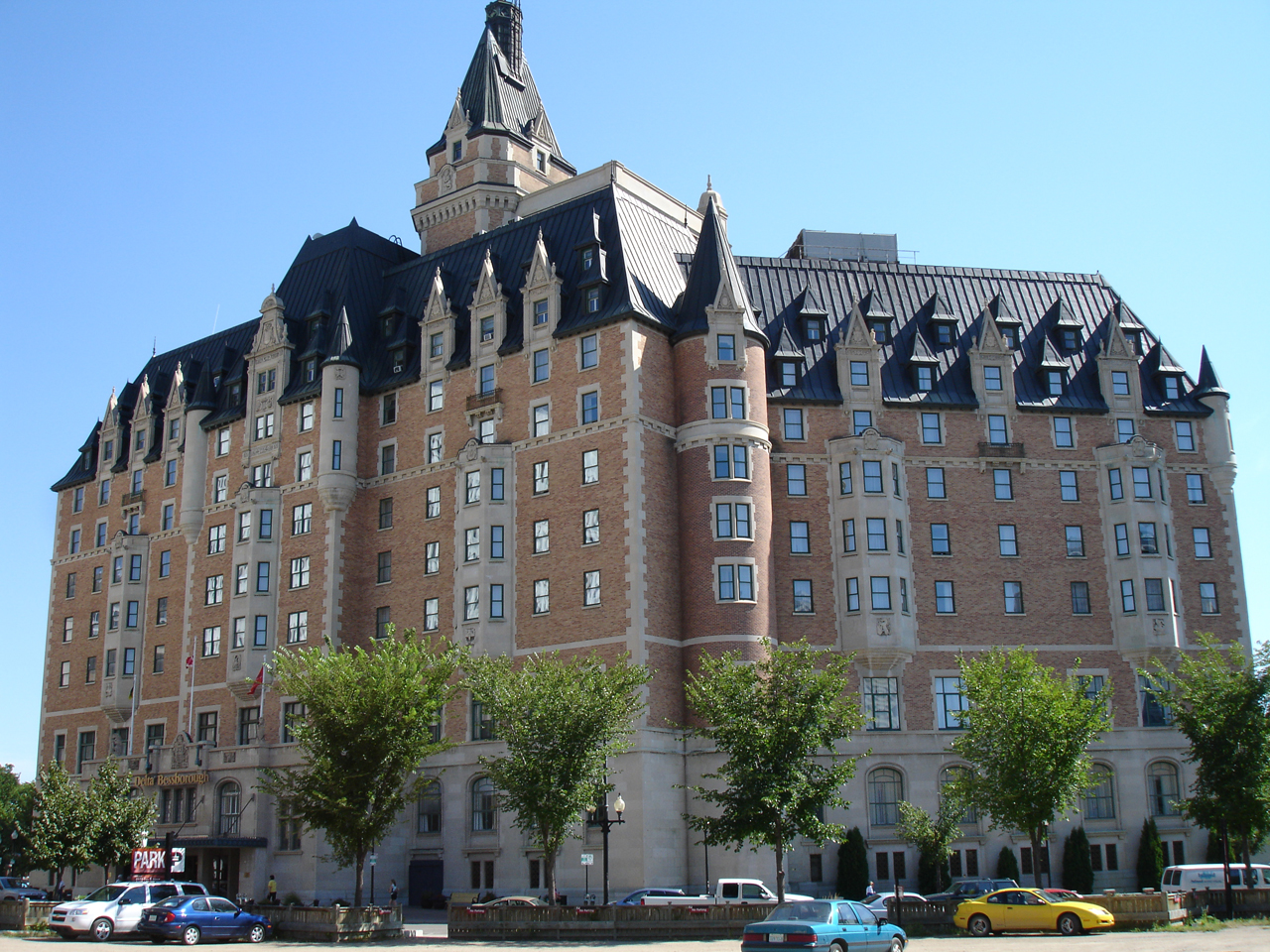
Delta Bessborough, Saskatoon, Saskatchewan (1928-1932)
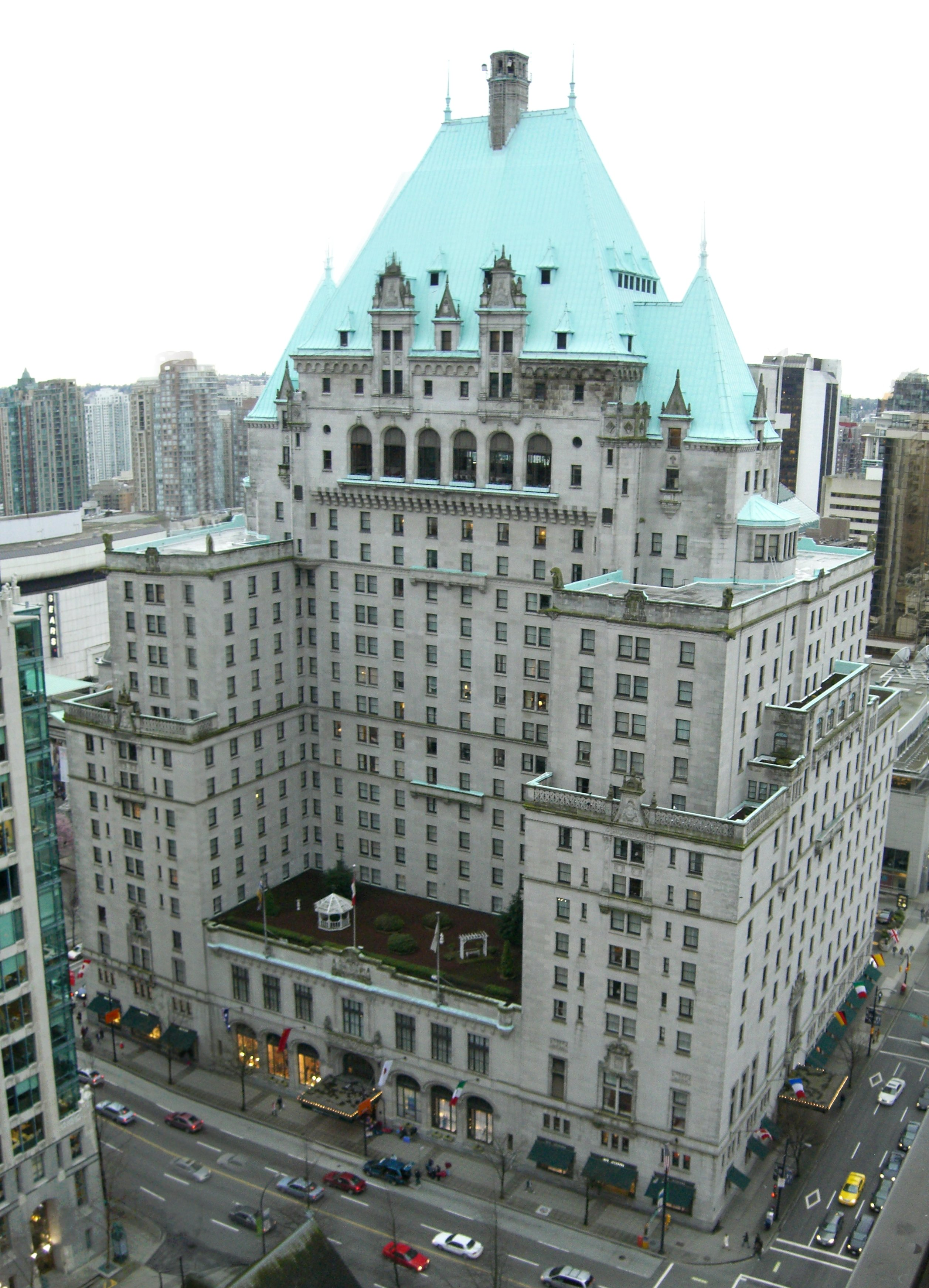
Hotel Vancouver, Vancouver, Columbia Británica (1928-1939)
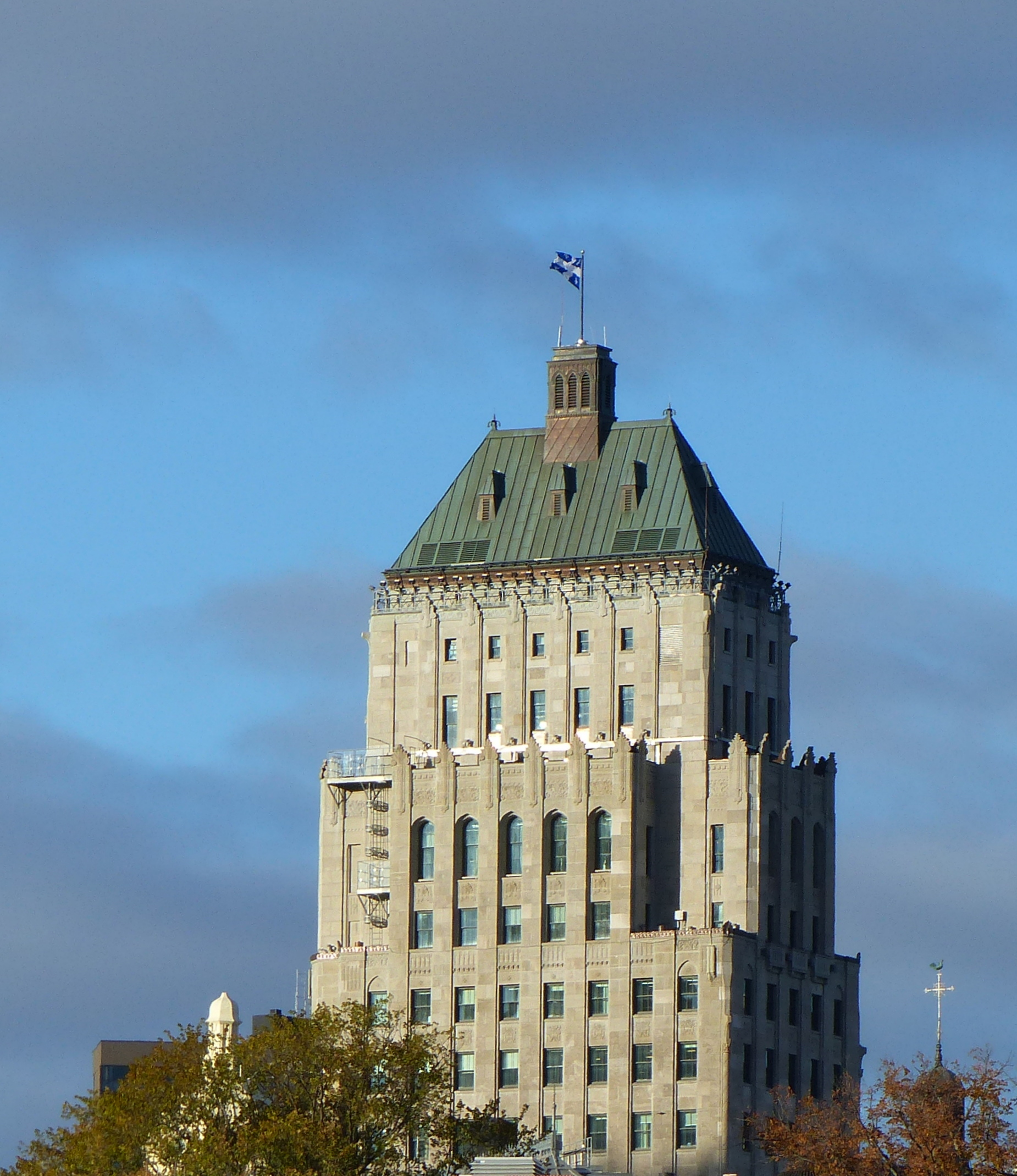
Édifice Price con cubierta estilo château sobre un edificio Art Deco (1930-1931)
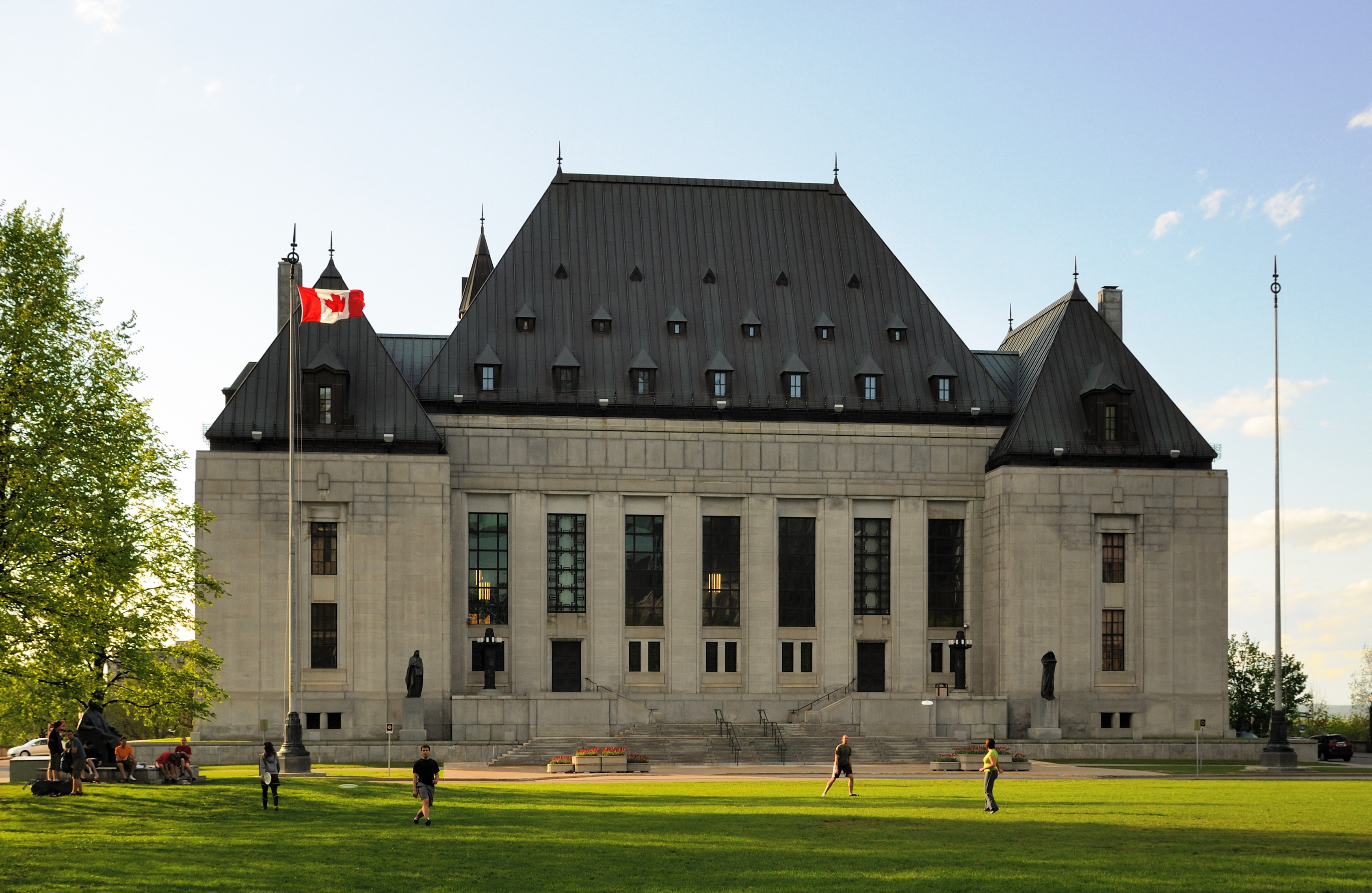
Corte Suprema de Canadá, Ottawa, Ontario (1939-1946) (solo cubierta estilo château y edificio Art Deco)
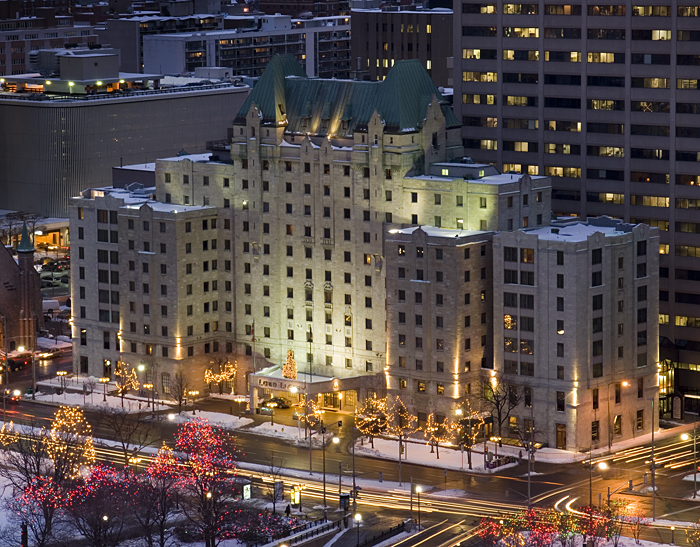
Lord Elgin Hotel con cubierta estilo château, Ottawa, Ontario (1941)
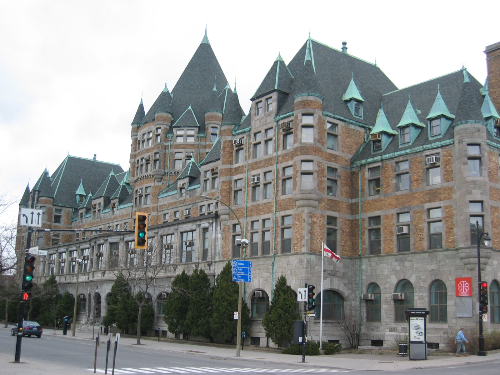
Place Viger, Montreal, Quebec